# St.-Bendts-Kirche (Ringsted)

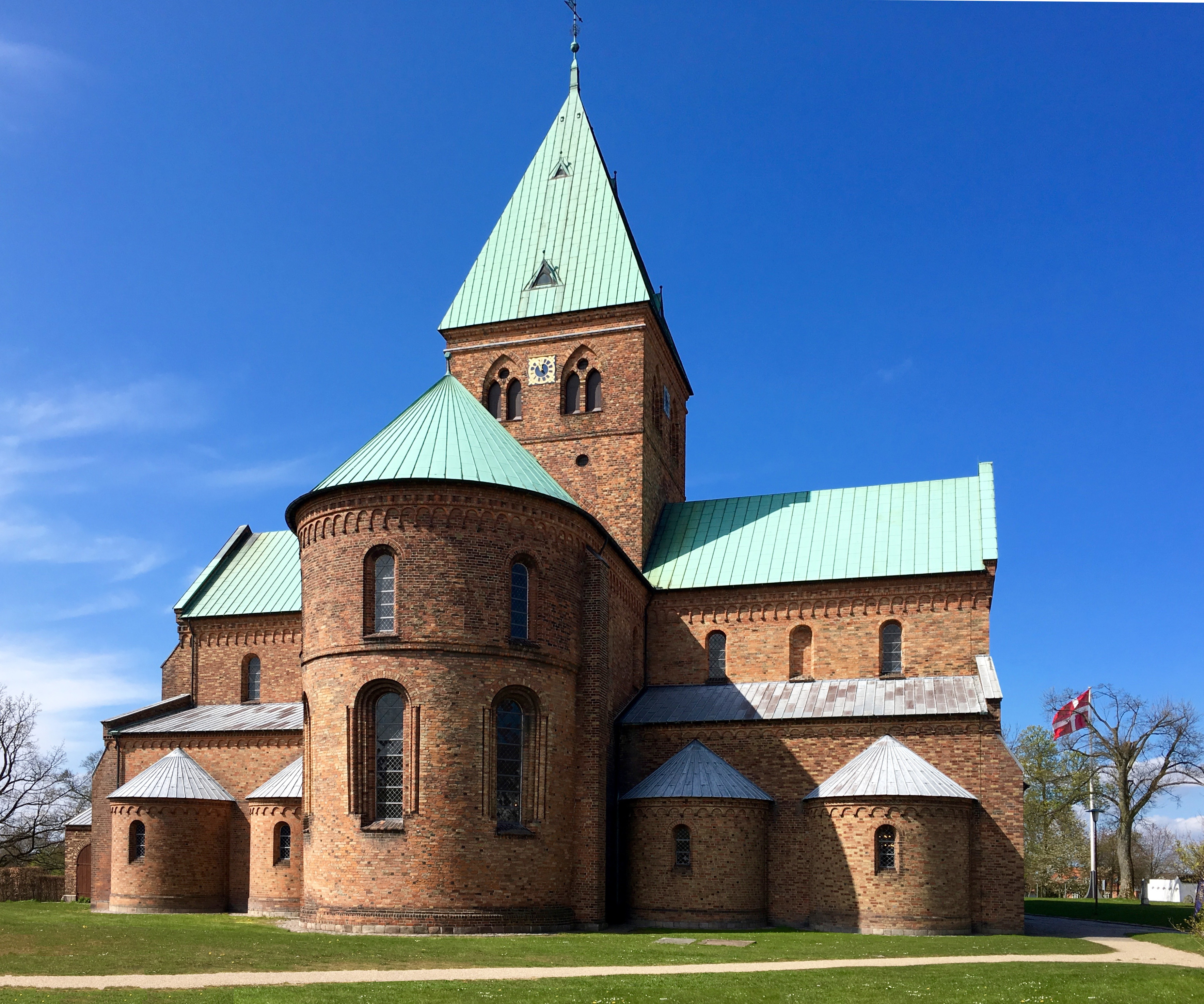
St.-Bendts-Kirche von Osten

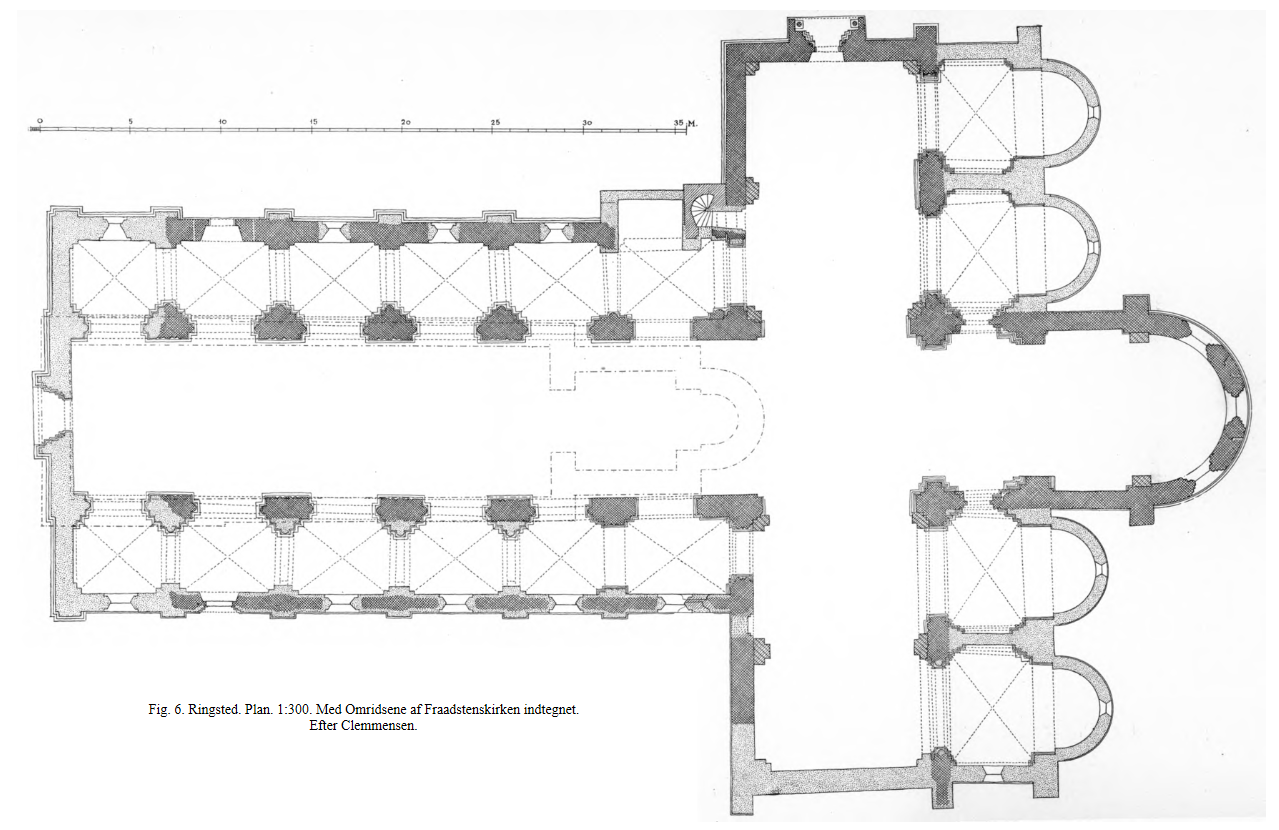
Grundriss der Kirche (Mogens Clemmensen, 1927); hellgrau: alle 1900–1910 rekonstruieren Teile; gestrichelt: Grundriss des Vorgängerbaus

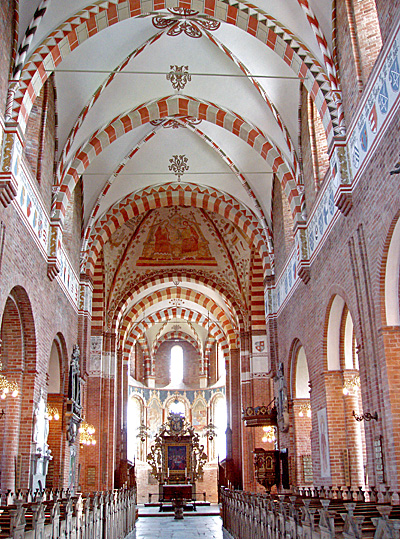
Inneres nach Osten

Die St.-Bendts-Kirche, dänisch Sct.-Bendts-Kirke, in Ringsted, Seeland, zählt historisch und architektonisch zu den bedeutendsten Kirchengebäuden Dänemarks. Die romanische Basilika, deren Bau 1161 begann, ist eine der ältesten erhaltenen Backsteinkirchen Skandinaviens. Sie war die erste Krönungskirche der dänischen Könige und von 1182 bis 1319 Grablege der Könige von Dänemark. In einem der Königsgräber wurde das Dagmarkreuz, Dänemarks Nationalkleinod, gefunden.
Bauherr war König Waldemar I. Er ließ damit die vor 1080 aus Kalktuff errichtete Abteikirche der Benediktinerabtei Ringsted ersetzen. Als Zentrum der Verehrung seines 1131 ermordeten und 1169 heiliggesprochenen Vaters Knud Lavard trug die Kirche nach ihrer Weihe 1170 zunächst den Namen Vor Frues og Hellig Knud Martyrs Kirke. Kirche und Grablege sollten die Macht und Legitimation der auf diesen Heiligen zurückgehenden Dynastie verkörpern. Denselben Zweck hatte die Ausmalung mit Darstellungen der Könige der Waldemar-Dynastie, die nach dem Brand der Kirche 1241 und der Neuweihe 1268 im ausgehenden 13. und beginnenden 14. Jahrhundert geschaffen wurde. Hierbei stand vor allem der 1250 ermordete Erik Plovpenning im Mittelpunkt. Ihren jetzigen Namen erhielt die St.-Bendts-Kirche erst, nachdem sie im weiteren Verlauf des Mittelalters ihre Bedeutung als königliche Grablege verloren hatte.
Nach Aufhebung des Klosters 1536 gehört die Kirche seit 1571 als Pfarrkirche des Ringsted Sogn zur evangelisch-lutherischen dänischen Volkskirche. Anfang des 20. Jahrhunderts versuchte eine reromanisierende Rekonstruktion eine Wiederherstellung des vermuteten ursprünglichen Bauzustands, wobei ein großer Teil der Änderungen aus der Zeit zwischen dem 13. und 19. Jahrhundert zerstört wurde.

## Geschichte
Ringsted hatte bereits in der Wikingerzeit als Hauptort der Insel Seeland eine zentrale Stellung inne, wo sich der Thing bei einem wichtigen Heiligtum versammelte. Es ist anzunehmen, dass im Zusammenhang der Christianisierung Dänemarks dieses Heiligtum durch eine hölzerne Kirche ersetzt wurde, von der jedoch bis jetzt keine Spuren aufgefunden wurden. Möglicherweise handelte es sich dabei auch um den Vorgängerbau der St.-Hans-Kirke, der zu Ehren Johannes des Täufers geweihten Pfarrkirche des Ortes.

### Vorgängerbau
König Sven Estridsson gründete während seiner Regierungszeit zwischen 1047 und seinem Tod 1076 ein Benediktinerkloster in der Stadt, dessen erste Mönche aus England kamen. Sven führte damit eine Tradition seines Vorgängers Knut des Großen fort, der mit der Entsendung englischer Geistlicher nach Dänemark den Zusammenhalt seines anglo-dänischen Nordseereiches und die Verbreitung des Christentums in Dänemark fördern wollte. Für dieses Kloster begann unter Sven Nordmand (oder Norbagge) († 1080), dem Bischof von Roskilde, der Bau der frühromanischen Klosterkirche aus Travertin. Diese Kirche wurde dem Patronat der Jungfrau Maria anvertraut.
Die frühromanische Kalktuffkirche war eine der ersten Steinkirchen in Dänemark. Reste liegen unter dem Boden des ab 1161 errichteten Nachfolgebaus. Sie hatte ein 8,5 m breites und fast 30 m langes einschiffiges Langhaus, einen eingezogenen quadratischen Chor und eine halbrunde Apsis. Insgesamt hatte sie die Ausmaße des Mittelschiffes des Neubaus. Über dem Westende des Kirchenschiffs erhob sich ein Turm.
Nach der Knýtlinga saga soll Sven Estridsson hier beigesetzt worden sein. Saxo Grammaticus berichtete dagegen, dass Sven im Dom zu Roskilde begraben liegt. Saxos Aussage wird durch ein Sven Estridsson zugeschriebenes Pfeilergrab im Roskilder Dom bestätigt. Da es sich bei dem in einen Pfeiler eingemauerten Kasten mit Gebeinen um eine Sekundärgrabstätte handelt, bleibt auch der Bericht der Saga möglich. 

### Heiliger Knud

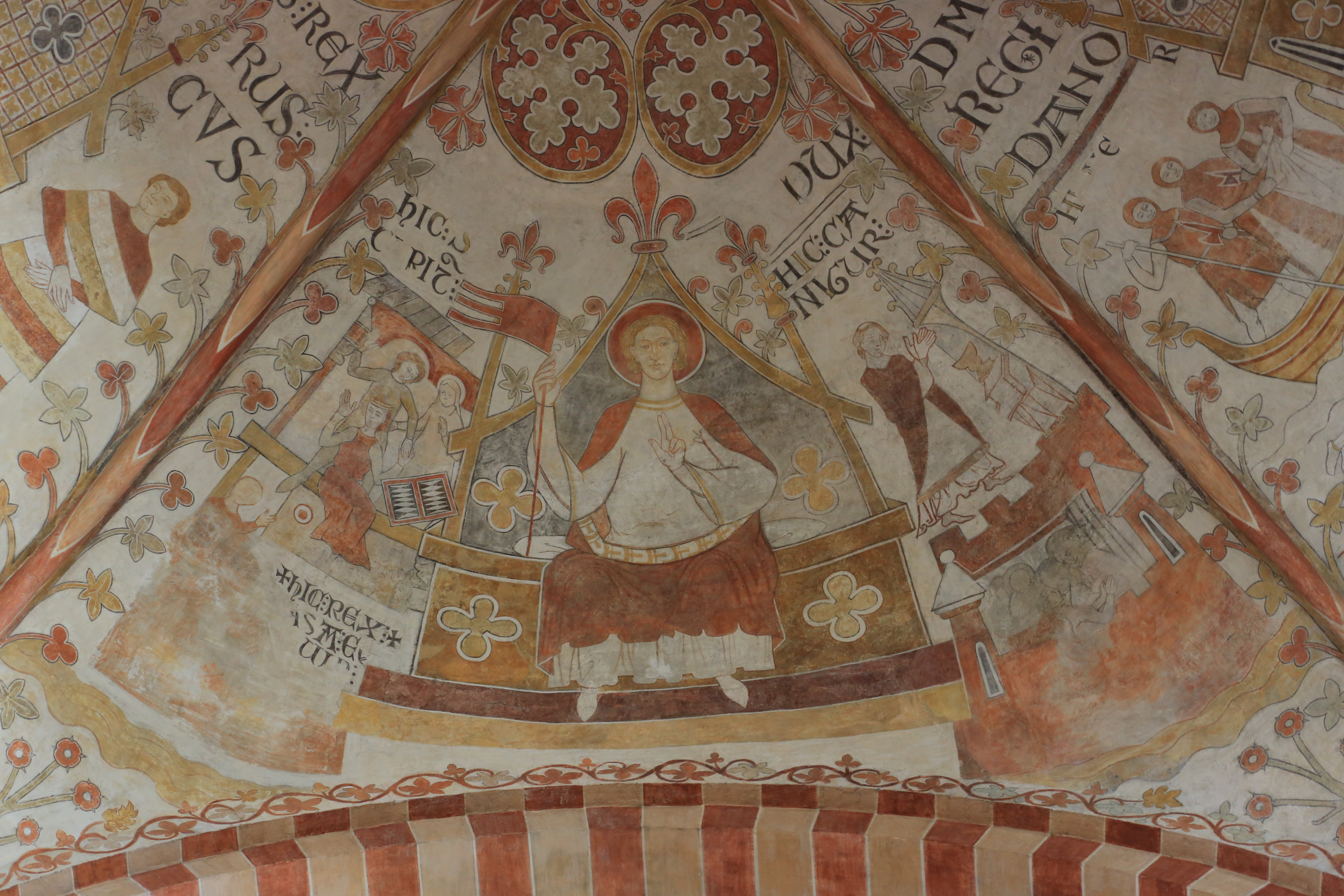
Knud Lavard (Kalkmalerei in der Westkappe im Gewölbe der Vierung)

Am 7. Januar 1131 wurde Knud Lavard im Wald von Haraldsted in der Nähe von Ringsted von seinem Cousin Magnus ermordet. Knud war Jarl in Schleswig und Holstein und Samtherrscher der Abodriten sowie als Sohn von König Erik I. Ejegod Anwärter auf die dänische Krone, auf die auch Magnus als Sohn des regierenden Königs Niels Anspruch erhob. Magnus und sein Vater verweigerten Knuds Angehörigen, ihn bei seinem Großvater Sven Estridsson in der königlichen Grablege im Dom von Roskilde beizusetzen. Daraufhin ließ ihn seine Familie im Chor der Klosterkirche in Ringsted beerdigen. Als die Bahrenträger auf dem Weg dorthin den Leichnam absetzten, entsprang laut Saxo Grammaticus aus seinem Blut eine heilkräftige Quelle. Knud hatte sich zu Lebzeiten als Förderer der Kirche und Unterstützer von Vizelins Missionstätigkeit hervorgetan und wurde nach seiner Ermordung schon bald als Märtyrer verehrt. Am Ort des Mordes im Haraldsted Skov wurde neben der Quelle eine Kapelle errichtet, die sich wie das Grab selbst schnell zum Ziel einer Wallfahrt entwickelte.
Nachdem Knuds Halbbruder Erik II. Emune den Mörder Magnus 1134 in der Schlacht bei Fodevig besiegt hatte, förderte er die Verehrung seines ermordeten Bruders. Knuds Tod instrumentalisierte er, um durch die enge Verwandtschaft mit einem (potentiellen) Heiligen auch seine eigenen Thronansprüche zu legitimieren. Dabei folgte er dem Vorbild seines Vaters Erik Ejegod, der die Heiligsprechung seines 1086 in einem Volksaufstand erschlagenen Halbbruders Knud IV. betrieben hatte. Zentrum der Verehrung des Königs Knud war der Ort des Mordes, die St.-Alban-Kirche in Odense, der spätere St.-Knuds-Dom, und das mit dieser Kirche verbundene Benediktinerkloster. Erik Emune reorganisierte 1135 das Ringsteder Kloster, stattete es mit reichen Gütern aus und veranlasste Mönche aus dem Odenser St.-Alban-Kloster, nach Ringsted überzusiedeln. Die Mönche beauftragte er mit der Pflege des Grabes und der Dokumentation der zahlreichen Wunder, die sich dort ereignet haben sollten. Das Kloster stellte auch die Priester an der Kapelle an der Quelle. Robert von Ely (auch Robertus Elgensis), einer der aus England gebürtigen Ringsteder Mönche, verfasste in Eriks Auftrag die erste Heiligenlegende über Knud Lavard. Diese Vita sancti Canuti ducis ist in Auszügen erhalten. 1139 bestätigte Papst Innozenz I. dem Kloster seinen Besitz, der sich in den folgenden Jahrzehnten durch Stiftungen der Königsfamilie und anderer Adliger erheblich vergrößerte. Bereits 1164 unterstand die fast gesamte Ringsted-Harde einschließlich der Stadt Ringsted dem Kloster. Auch mehrere Kirchspiele wurden dem Kloster inkorporiert, darunter um 1200 die Ringsteder Pfarrkirche.
Erik Emune wurde 1137 ebenfalls ermordet. Neun Jahre später, 1146, wurde sein Sohn Svend III. Grathe zum König erhoben, jedoch nur auf Seeland anerkannt, während in Jütland Knut V., der Sohn von Knud Lavards Mörder Magnus, herrschte. Svend verbündete sich daraufhin mit Knud Lavards postum geborenem Sohn Waldemar. Um die Legitimität ihres Herrschaftsanspruchs gegen den des Sohnes des Mörders herauszustellen, ließen sie Knuds Gebeine aus dem Grab in einen Reliquienschrein umbetten. Erzbischof Eskil von Lund protestierte vergeblich gegen diese dem Kirchenrecht widersprechende eigenmächtige Heiligsprechung, konnte aber nur verhindern, dass der Schrein auf dem Hochaltar aufgestellt wurde. Stattdessen stellte man ihn in einer Kapelle im Kloster aus, wo er die Pilger anzog. Das Bündnis zwischen Waldemar und Svend zerbrach schon bald darauf.
Als Waldemar sich 1157 mit Unterstützung des mächtigen Hvide-Geschlechts nach langen Kämpfen als Alleinherrscher durchsetzen konnte, betrieb er die Heiligsprechung seines Vaters noch energischer. Schließlich konnte der nach Rom entsandte Riber Bischof Stephan 1169 von Papst Alexander III. die Ausstellung einer entsprechenden Bulle erwirken.

### Kirchenneubau
Schon 1161, einige Jahre vor Knuds offizieller Heiligsprechung, gab Waldemar den Bau der groß angelegten hochromanischen Kirche in Auftrag. In der Form orientierte sich dieser Bau an zeitgenössischen Großbauten in Norditalien und Deutschland wie dem Kaiserdom in Königslutter, den Kaiser Lothar III. von Süpplingenburg 1135 als Benediktinerabteikirche und Familiengrablege gestiftet hatte. Lothar war als Herzog von Sachsen Knud Lavards Vormund gewesen und hatte ihm später zur Herrschaft über die Slawen verholfen.
Baumaterial waren Feldbrandziegel, deren Gebrauch in Dänemark ab etwa 1160 nachgewiesen ist. Mogens Clemmensen, der zusammen mit Poul Nørlund 1927 eine kunsthistorische Untersuchung über die Kirche publizierte, vermutete, dass die Kenntnisse über den Backsteinbau über Waldemars Kanzler Ranulf vermittelt wurden, der 1160 am Konzil von Pavia teilnahm. In der Übernahme des in Italien seit der Antike verbreiteten Backsteins demonstrierten die Bauherren einerseits Modernität. Andererseits bezeugt die Verwendung der als Baumaterial der römischen Kaiser geltende Mauerziegel gerade für eine königliche Grablege auch eine Orientierung an der Machtstellung dieser Kaiser und einen entsprechenden Herrschaftsanspruch für die eigene Dynastie. Die Ziegel stammten vermutlich aus einer Ziegelei im nahegelegenen Benløse, die 1982 bei Ausgrabungen nachgewiesen werden konnte. Mit der nicht weit entfernt liegenden Klosterkirche von Sorø, der Grablege des Hvide-Geschlechts, teilt sich die St.-Bendts-Kirche die Stellung als ältester großer Backsteinbau von Dänemark. Eine dritte, etwa gleichzeitig errichtete Backsteinkirche, die Kirche des Klosters Esrom, ist nicht erhalten.
Finanziert wurde der Kirchbau vor allem mit den Opfergaben der Pilger. Der Neubau begann mit der Apsis, die anfangs deutlich niedriger geplant war als der Chor, und dem östlichen Teil des Chors. In einer zweiten Bauphase entstand das zweite Chorjoch. Bereits hier kam es zu einer Änderung des ursprünglichen Planes, nach dem schon an dieser Stelle die Vierung hatte entstehen sollen. Bis Apsis, Chor, Vierung, Querschiffe und das östlichste Langhausjoch, das den alten Chor umrahmte, fertiggestellt waren, wurde die alte Kirche weitergenutzt. Anders als die halbrund eingewölbten Apsiden erhielten die Querschiffe und der hohe Chor eine flache Bretterdecke. Um die gelbliche Farbe der Ziegel zu verdecken und den Eindruck von Quadermauerwerk zu erwecken, wurden die Wände verputzt und rot getüncht und die Fugen nachgemalt.

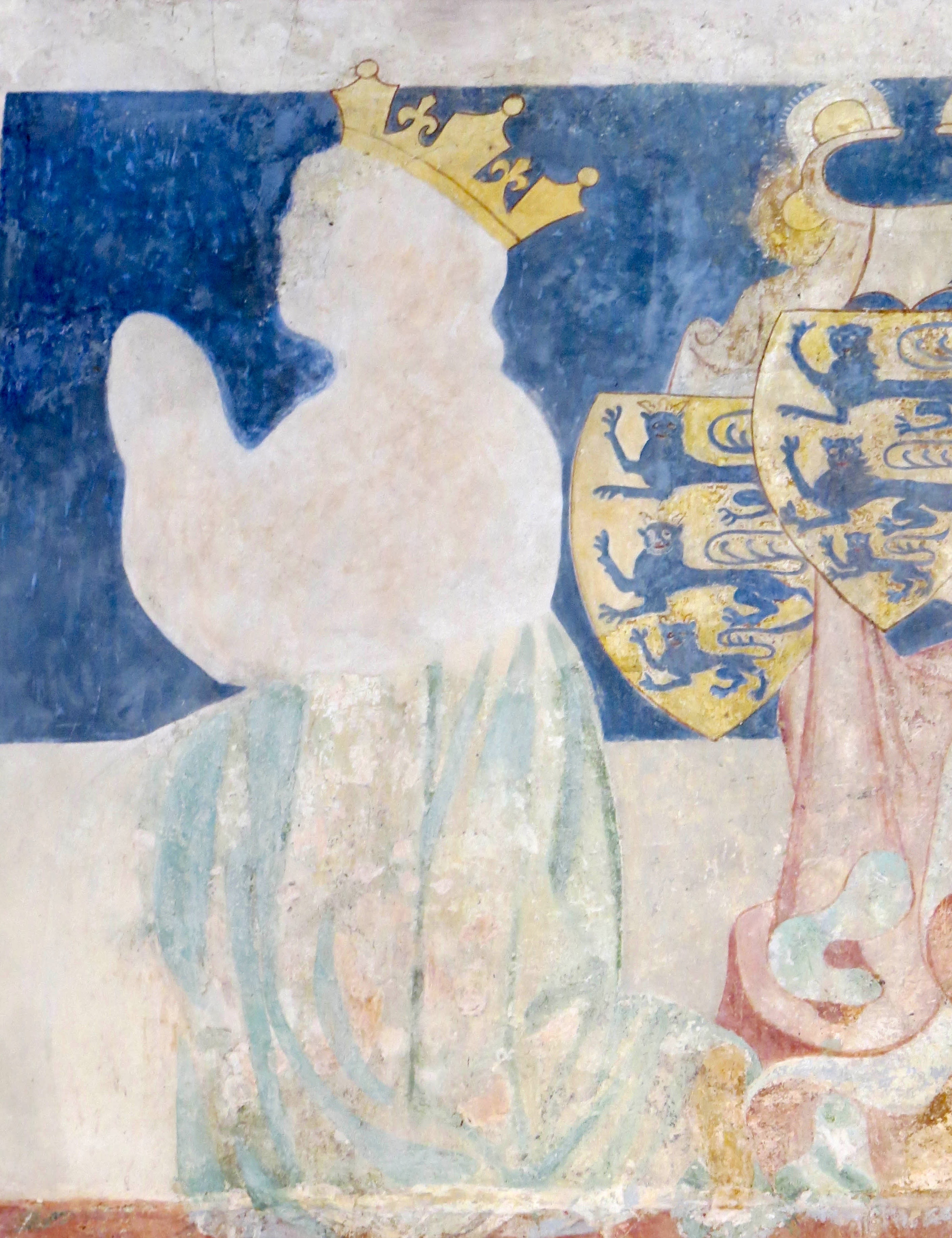
Waldemar I. vom Königsfries im Chor

Am 25. Juni 1170 weihte Erzbischof Eskil von Lund die noch unvollendete Kirche. Sie erhielt den Namen ecclesia b. Mariæ et s. Kanuti martyris (Kirche der seligen Maria und des heiligen Märtyrers Knud) bzw. dänisch Vor Frues og Hellig Knud Martyrs Kirke. Die Gebeine des Patroziniumsheiligen Knud Lavard wurden aus der Kapelle in die neue Kirche überführt und auf den neuen Hochaltar gestellt. Bei diesem Fest der Reliquientranslation und auch bei den Jahrestagen von Knuds Ermordung wurde eine zu diesem Anlass verfasste ausführlichere Vita verlesen, bei der der Mord an dem tugendhaften Prinzen der Passion Christi nachempfunden wurde, bis hin zum Judaskuss durch den Mörder. Auch Skjalm Hvide, der Stammvater des Hvide-Geschlechts, spielte in dieser Vita eine wichtige Rolle als Knuds Ziehvater. Skjalms Enkel, Bischof Absalon von Roskilde, Waldemars Ziehbruder und Berater, rief Knud als Schutzheiligen von Seeland aus. Am selben Tag ließ Waldemar seinen siebenjährigen Sohn Knut von Erzbischof Eskil am Grab seines heiliggesprochenen Vaters zu seinem Mitherrscher und Nachfolger krönen. Knut VI. war der erste dänische König, der in einer Kirche von einem Bischof gekrönt wurde.
Erst nach der Kirchweihe wurde die alte Kirche abgetragen. Auf den Fundamenten des Langhauses errichtete man das Mittelschiff der neuen Kirche. Die Quadersteine der alten Kirche wurden als Fundamente der neuen Seitenschiffe weiterverwendet. Anders als die niedrigeren, bereits eingewölbten Seitenschiffe erhielt das hohe Mittelschiff eine flache Holzdecke. Als erstes Mitglied der königlichen Familie wurde Christoph, Waldemars unehelicher Sohn, 1173 im Kirchenschiff beigesetzt. Das Grab ist nicht erhalten. Gänzlich fertiggestellt war die Backsteinkirche erst nach 1177, denn aus diesem Jahr findet sich noch eine Erwähnung als Baustelle. Als Waldemar 1182 starb und im Mittelgang vor dem ehemaligen Hochaltar beigesetzt wurde, muss zumindest der Chor der Vorgängerkirche verschwunden gewesen sein. Während der Bau am Kirchenschiff im Westen abgeschlossen wurde, fanden im Ostteil der Kirche schon wieder Umbauten statt: Die Apsis wurde auf die Höhe des Chores erhöht.
Die neue Kirche bildete den Nordflügel einer annähernd quadratischen Klosteranlage, die wohl gleichzeitig errichtet wurde. An das südliche Kirchenschiff schloss der Kreuzgang an. Einen Turm im Westen erhielt die Kirche nicht, auch wenn nicht auszuschließen ist, dass eine Doppelturmanlage geplant war, wie sie beispielsweise die für Benediktinerkirchen stilbildende Kirche der Abtei Cluny besaß.

### Mittelalterliche Veränderungen
Im Jahr 1241 verwüstete ein Feuer Kirche und Konventsgebäude. Anschließend wurden die bis dahin mit hölzernen Flachdecken bedeckten Bauteile des Mittelschiffs, der Querhäuser und des Chors sowie dessen Apsis mit dem Hochaltar mit Gewölben versehen. Für die Errichtung von Strebepfeilern und Jochbögen musste etwa die Hälfte der Fenster der Obergaden und mehrere Fenster in Chor und Apsis zugemauert werden. Die Bauarbeiten zogen sich über mehr als ein Vierteljahrhundert hin, bis die Kirche 1268 neu geweiht werden konnte. In den folgenden Jahrzehnten entstanden die erhaltenen Kalkmalereien, als erstes kurz nach der Fertigstellung die großformatigen Figuren, in den Jahrzehnten danach die Ausmalung der Vierung und ab 1300 die Abbildungen der in der Kirche beigesetzten Könige und Königinnen.
Im 14. und 15. Jahrhundert gab es kleinere Renovierungen und Umbauten. 1411 stiftete Königin Margarethe I. 1500 Lübsche Mark, um die Dächer von Kirche und Kloster neu einzudecken. Der 1425 verstorbene Abt Peter ließ verschiedene Umbauten durchführen wie die Trennung der Querschiffe vom Hauptschiff durch halbhohe Mauern. In dem dadurch um die gesamte Vierung erweiterten Chorbereich, der den Mönchen vorbehalten war, wurde ein Chorgestühl aufgestellt. Diese Änderungen wurden im 19. Jahrhundert rückgängig gemacht. Der in einer Quelle von 1475 erwähnte Dachreiter über der Vierung ist nicht erhalten. Er ähnelte vermutlich dem Dachreiter der Klosterkirche Sorø.
Da die Bedeutung des Kultes um Knud Lavard im Verlaufe des 14. Jahrhunderts abnahm und die Kirche auch nicht mehr als Grablege seiner Nachkommen diente, wurde sie zu einem nicht genauer bekannten Zeitpunkt nach dem Gründer des Benediktinerordens Benedikt von Nursia in St.-Bendts-Kirche umbenannt.

### Nach der Reformation
Der Benediktinerkonvent bestand bis zur Einführung der Reformation durch König Christian III. 1536. Die Klöster wurden aufgelöst, ihr Land fiel in königlichen Besitz. Die Mönche behielten jedoch lebenslanges Wohnrecht und unterstanden einer eigenen geistlichen Leitung durch gelehrte evangelische Männer, die zwar Äbte hießen, das Klostergebäude und -land allerdings pachten mussten. Zusätzlich wurde von ihnen verlangt, zwölf Schüler aufzunehmen und in einer eigenen Lateinschule zu unterrichten. Ab 1592 war das Ringsteder Kloster dann königliches Lehen und Amtssitz des Landrichters von Seeland, darunter ab 1624 der Reichskanzler Jacob Ulfeldt (1567–1630), der Vater des später als Verräter berüchtigten Corfitz Ulfeldt. Der letzte Lehnsmann Jørgen Seefeldt richtete eine große Bibliothek mit 30.000 Bänden ein, die im Krieg gegen Schweden geraubt wurde. Nach Seefeldts Tod und dem für Dänemark verheerend ausgegangenen Krieg wandelte der verschuldete König Friedrich III. das Lehen 1662 in das Ringsted Amt um. Kloster und Ländereien überließ er 1664 seinem Hofmetzger als Ausgleich für ein Darlehen. Auch in den folgenden Jahrzehnten wechselte das Kloster häufig die Besitzer, die die Klostergebäude nach ihren jeweiligen Bedürfnissen umgestalteten.

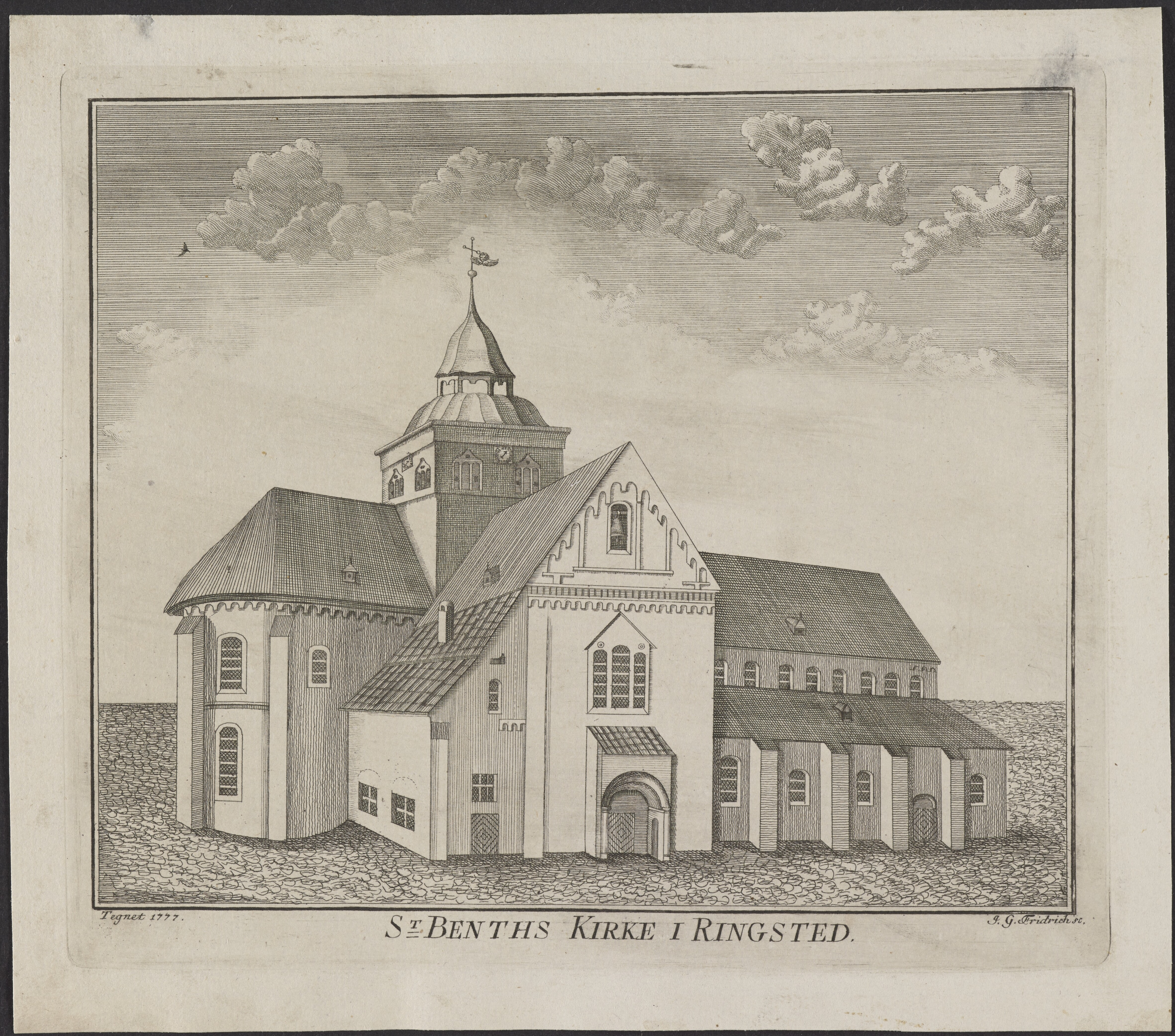
Blick von Nordosten auf den Chor und das nördliche Querschiff mit der Kapelle (Kupferstich von Johann Gottlieb Friedrich, 1777)

Bereits 1571 war die St.-Bendts-Kirche lutherische Pfarrkirche der Einwohner von Ringsted geworden. Der seit der Aufhebung des Klosters vernachlässigte Bau wurde mit königlicher Unterstützung instand gesetzt, der Dachreiter durch den Vierungsturm ersetzt, den eine laternenartige Spitze im Stil der Frührenaissance schmückte. Im Volksmund wurde er nach Lave Beck, ab 1592 der erste königliche Lehnsmann, Lave Becks Bikube, Lave Becks Bienenkorb, genannt. Etwa zur selben Zeit wurden die eingestürzten Halbrundabschlüsse der Apsiden der Querschiffe abgetragen und die verbliebenen Reste zu zwei Kapellen zusammengefasst, von denen die eine als Versammlungsraum für den Landthing, die andere für die Lateinschule genutzt wurde. Die kleine, schlichte St.-Hans-Kirke, die bisherige Stadtkirche, blieb als Friedhofskapelle in Nutzung, wurde 1725 noch einmal renoviert, aber 1766 abgerissen.

### Seit dem 19. Jahrhundert

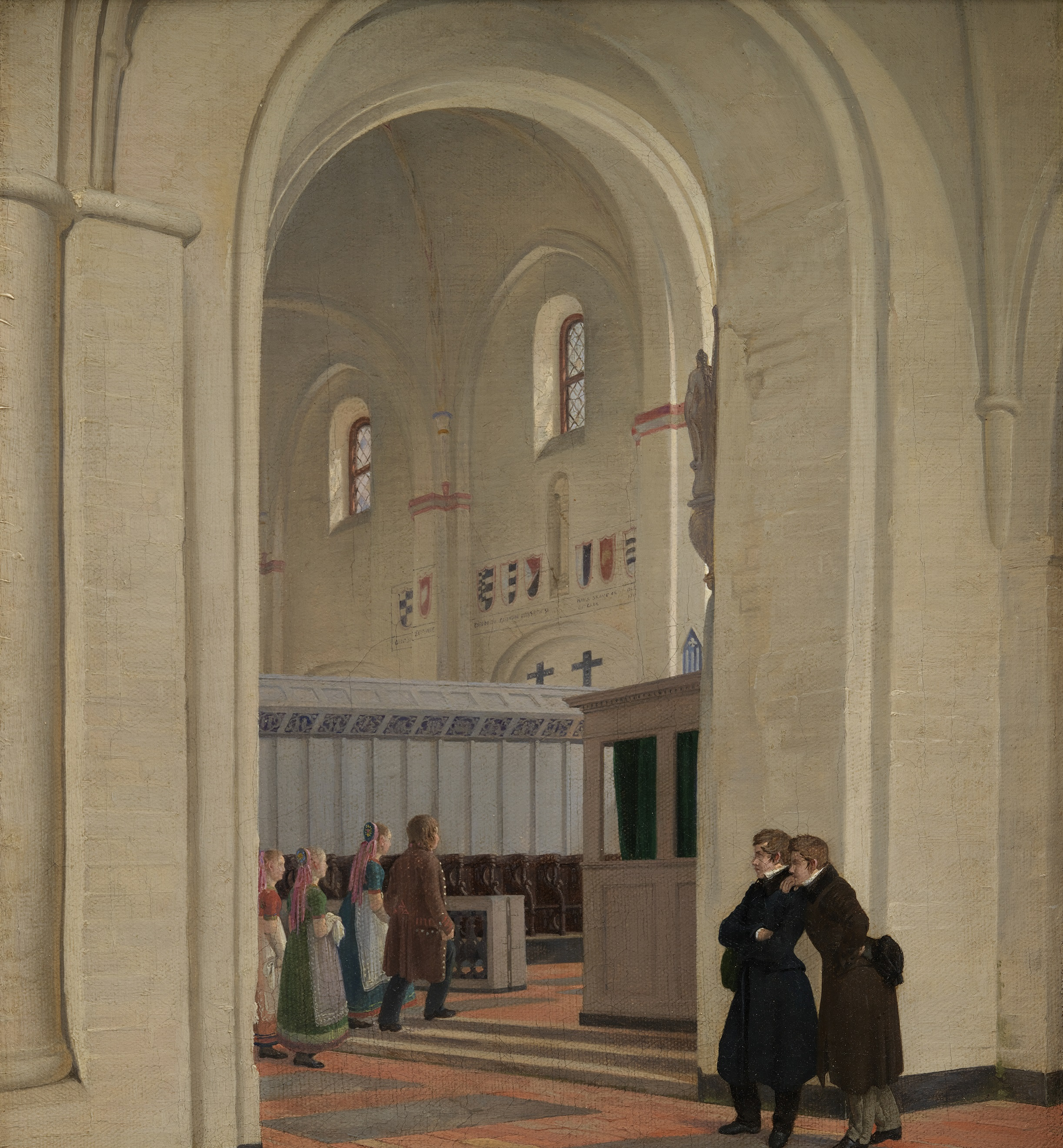
Blick vom südlichen Seitenschiff in die Vierung mit dem Chorgestühl vor der Trennmauer zum nördlichen Querschiff (Constantin Hansen, 1829)

1806 brach in der Klosteranlage ein Brand aus, der die ehemaligen Konventsgebäude zerstörte und von der Kirche vor allem Westseite und Turm beschädigte. Bei der Reparatur 1816/17 wurde das westliche Langhausjoch abgetragen und eine neue Westfassade im Empirestil angebaut. Für die Zusammenfassung von Mittelschiff und Seitenschiffen unter einem gemeinsamen, nach Westen abgewalmten Dach mauerte man die Obergadenfenster im Mittelschiff zu. Der Turm erhielt ein niedriges Zeltdach. Die Kapellen an der Ostseite der Querschiffe wurden abgerissen. Dem Stilgeschmack des Klassizismus folgend erhielt die Kirche weißen Putz und auch ein Teil der Kirchenausstattung wie die Rückseiten des Chorgestühl wurde weiß gefasst.

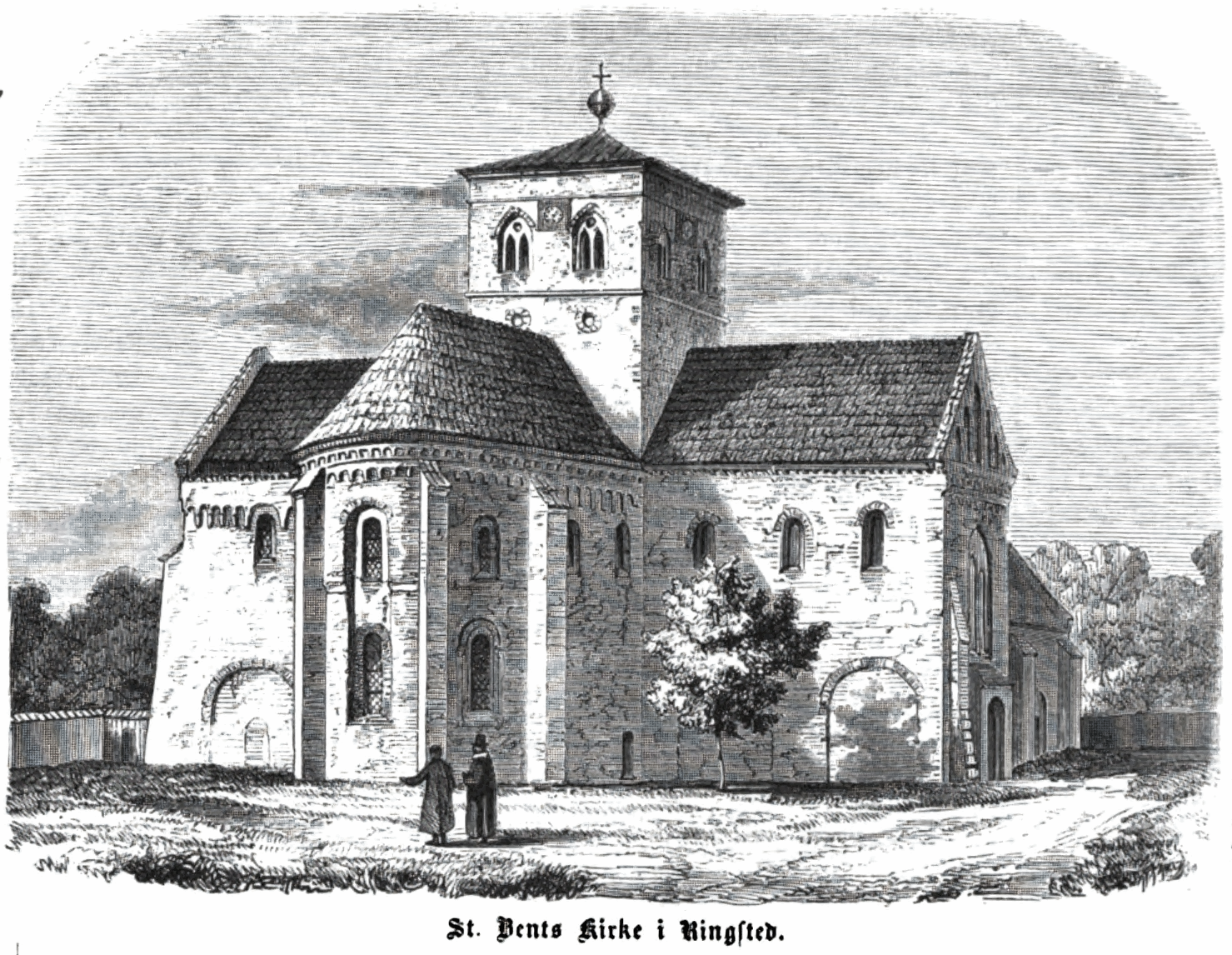
Die alleinstehende St.-Bendts-Kirche von Osten mit den vermauerten Bögen der abgetragenen Querschiffapsiden (um 1860)

Der archäologisch interessierte König Friedrich VII. veranlasste 1855 eine Öffnung der Königsgräber. Nach der Ausgrabung und Untersuchung wurden die Gräber renoviert und mit einheitlich gestalteten Platten bedeckt. Jens Jacob Asmussen Worsaae, der als königlicher Inspektor für Altertümer diese Untersuchung leitete, dokumentierte sie in der 1858 veröffentlichten Schrift Kongegravene i Ringsted Kirke, aabnede, istandsatte og daekkede med nye Mindestene ved hans Majestaet Kong Frederik den Syvendes, in der er auch die Vorgeschichte der Klostergründung ausführlich behandelte.
Ende der 1860er Jahre stellte Christian Hansen die Basilikaform mit getrennten Dächern für Mittel- und Seitenschiffe wieder her und öffnete die nach 1806 zugemauerten Fenster wieder. Die 1868 in der Apsis, im Chor und im ersten Langschiffjoch entdeckten mittelalterlichen Kalkmalereien legte Jacob Kornerup 1880 frei und restaurierte sie.
Von 1899 bis 1910 führte der dänische Architekt Hermann Baagøe Storck umfangreiche Restaurierungsarbeiten durch, die sich an den ursprünglichen Formen orientierten. Er entfernte die meisten Umbauten aus der Zeit zwischen dem 13. Jahrhundert und 1816/17 wie die Trennmauern vor den Querschiffen und die Altarschranken, ein niedriges Geländer, das den Altarraum in der Vierung vom Kirchenschiff trennte. Die romanischen Fenster und die Kapellen und Apsiden der Querschiffe stellte er wieder her. Der wohl in nachreformatorischer Zeit am Übergang von der Vierung zum Chor aufgestellte Altar erhielt wieder seinen angestammten Platz an der Ostseite des Chors. Das 1816 abgetragene westliche Joch wurde ergänzt, die neue Westwand nach Vorbild der Nordfassade gestaltet. Insgesamt vereinheitlichte Storck das Erscheinungsbild der Kirche, wodurch die erkennbaren Unterschiede der Bauphasen weitgehend verschwanden. Statt der bis dahin ungleichmäßig hohen gotischen Kreuzrippengewölbe erhielt das Mittelschiff nun einfachere Kreuzgewölbe, die im neuromanischen Stil ausgemalt wurden. Die in der Vierung entdeckten mittelalterlichen Kalkmalereien ließ Storck freilegen, renovieren und ergänzen. Das Backsteinmauerwerk wurde außen und innen unter dem Putz freigelegt, soweit dieser nicht durch Kalkmalereien bedeckt war, der Vierungsturm mit einem Pyramidendach versehen.
Erneut renoviert wurden die Wandmalereien in Apsis, Chor und Vierung 1977 und der Wappenfries 1984/5.

## Architektur
Die St.-Bendts-Kirche ist eine dreischiffige Basilika auf Kreuzgrundriss. Ihren jetzigen Zustand verdankt sie der Reromanisierung durch Storck. Der zweijochige Chor schließt im Osten mit einer gleichhohen Rundapsis. An die Querhausarme sind auf der Ostseite je zwei rechteckige Kapellen mit kleinen Rundapsiden angefügt. Das dreischiffige Langhaus ist mit sechs rechteckigen Jochen verhältnismäßig kurz. Die Seitenschiffe sind deutlich niedriger als das Mittelschiff, das Querhaus und der Chor. Die meisten Bauteile sind mit neuromanischen Kreuzgewölben eingewölbt, nur das Gewölbe der Vierung stammt noch aus dem 13. Jahrhundert. Die Gesamtlänge der Kirche von etwa 66 m beträgt das Dreifache der Breite des Kirchenschiffs und ein Vierfaches der Mauerhöhe von 16,7 m oder 50 griechischen Fuß (33 cm). Das Querschiff ist 40 m breit.
Die Architekturgestalt erinnert an lombardische Vorbilder, die wohl durch benediktinische Beziehungen vermittelt wurden. Querschiffapsiden finden sich auch in südfranzösischen und spanischen Kirchen des 11. Jahrhunderts, beispielsweise der St.-Sernin-Basilika in Toulouse und der Kathedrale von Santiago de Compostela vor ihrer Erweiterung und Umgestaltung im 12. Jahrhundert. Auch das damals in Dänemark neuartige Baumaterial Backstein geht auf norditalienische Vorbilder zurück.

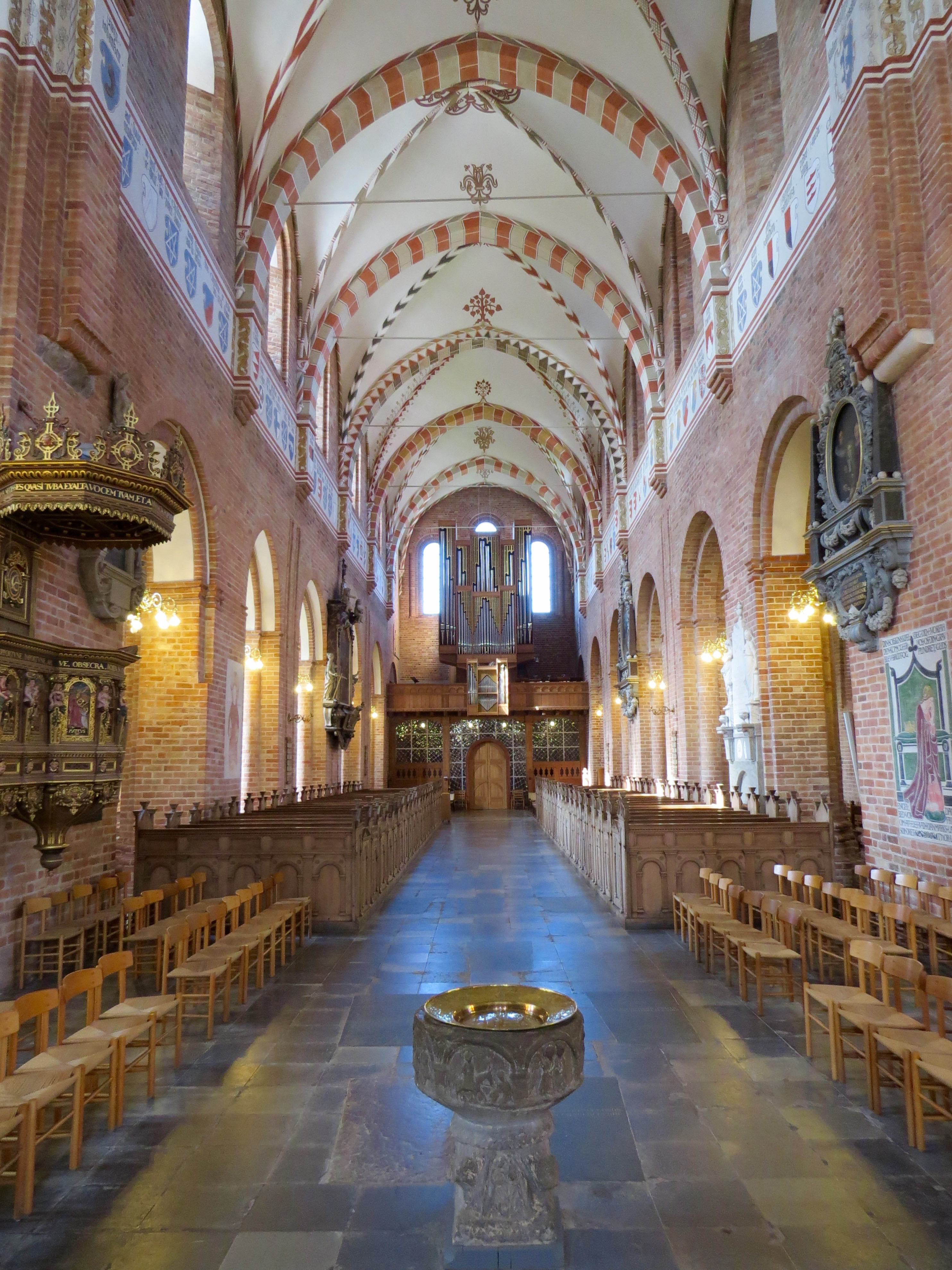
Blick im Mittelschiff nach Westen

Von den ehemals acht Portalen der Kirche sind nur noch die Tür der von Storck rekonstruierten Westwand, der heutige Haupteingang, und die an der Nordwand des nördlichen Querschiffs erhalten. Die übrigen Portale wurden später zugemauert. Das Waffenhaus vor dem Nordportal des Seitenschiffs ist nicht mehr vorhanden. Zwei Wendeltreppen an der Nordwestseite der Vierung und an der Westwand führen zu Emporen.
Über der quadratischen Vierung erhebt sich ein im Renaissancestil errichteter Turm, dessen Pyramidendach von der Renovierung im ersten Jahrzehnt des 20. Jahrhunderts stammt. An allen vier Seiten des Turms ist ein Zifferblatt der Turmuhr angebracht. Im Turm hängen zwei 1816 gegossene Glocken mit Durchmessern von 116 und 97 cm, eine dritte, kleinere Glocke von 1833 mit Durchmesser 85 cm ist im Nordgiebel aufgehängt. Alle drei Glocken stammen aus der Gießerei J. C. & H. Gamst, Kopenhagen.

## Kalkmalereien
Die mittelalterlichen Kalkmalereien waren bis auf den Wappenfries, der immer wieder erneuert wurde, alle im Laufe der Zeit übertüncht worden und wurden erst im 19. Jahrhundert wiederentdeckt. Die älteste Malerei aus der Zeit vor dem Brand 1241 und der Einwölbung, ein Fragment einer Kreuzigungsgruppe im nördlichen Querschiff, wurde um 1900 zerstört, da sie sich an einer Stelle befand, wo eine Konsole für das neue Gewölbe angefügt werden sollte. Alle anderen Kalkmalereien entstanden nach dem Wiederaufbau der Kirche 1268. Im Zuge der Renovierung 1900–1910 bemalte Mads Henriksen die Fensterleibungen und die erneuerten Gewölbe mit Ornamenten. Dabei orientierte er sich an der Ausmalung, deren Fragmente bei den der Renovierung vorangehenden Untersuchungen aufgefunden und dokumentiert worden waren.

### Chor
Zwischen den Chorfenstern finden sich vier großformatige gekrönte Figuren auf blauem Grund, die nach der Einwölbung des Chores gegen 1268 noch im romanischen Stil entstanden. Die Stuckelemente bei Kronen und Pektorale waren ursprünglich farbig bemalt und sollten die Edelsteine herausstellen. Auf der Nordseite des Chors neben dem Chorbogen beginnt die Reihe mit einer Heiligen, die durch den Palmwedel als Märtyrerin zu erkennen ist. Da sie auf einer zusammengekauerten Figur steht, wird diese Frau als Katharina von Alexandrien gedeutet, zu deren Attributen der von ihr überwundene römische Kaiser zu ihren Füßen gehört. Es folgt nördlich des Fensters an der Stirnseite Maria mit dem Jesuskind. Maria gegenüber war vermutlich Knud Lavard dargestellt. Von diesem Fresko sind nur die Füße und eine darunter zusammengekauerte Figur erhalten. Der Rest ist durch eine Widmungsinschrift von Königin Sophie und dem Allianzwappen von ihr und ihrem Ehemann Friedrich II. verdeckt, die auf nicht näher bezeichnete Renovierungsarbeiten während ihrer Regentschaft verweisen. Als vierte Figur folgt an der südöstlichen Chorwand Erik IV. Plovpenning, der nach seiner Ermordung 1250 wie Knud Lavard als Heiliger verehrt wurde. Ihr jetziges Aussehen verdanken die Fresken der neuromanischen Restaurierung und Ergänzung von 1880.
An der Südseite des Chors befindet sich ein auf die Zeit kurz nach 1300 datierter und teilweise neuromanisch rekonstruierter Fries mit der Darstellung von vier Königen vor blauem Grund. Die östlichste Figur, Waldemar I., ist kniend vor dem in der Apsis befindlichen Schrein seines heiliggesprochenen Vaters abgebildet. Sein Gesicht ist nicht erhalten und auch nicht rekonstruiert. Auf ihn folgen seine Söhne und Nachfolger Knut VI. und Waldemar II. Sejr sowie Waldemar der Junge, der Sohn und Mitregent Waldemars II.
Gegenüber dem Königsfries haben sich an der Nordwand des Chores Reste eines Königinnenfrieses erhalten. Dabei stammen nur die neuromanisch ergänzten gezeichneten Umrisse einer nicht näher zu identifizierenden Königin am Pfeiler aus dem Mittelalter. Die 1221 verstorbene Königin Berengaria, die zweite Frau von Waldemar II., wurde um 1500 im renaissancezeitlichen Gewand unter einem Bogen abgebildet. Die wenigen Fragmente zweier weiterer Königinnen des renaissancezeitlichen Frieses malte Kornerup 1880 ab, ehe er sie übertünchen ließ.

Malereien im Chor
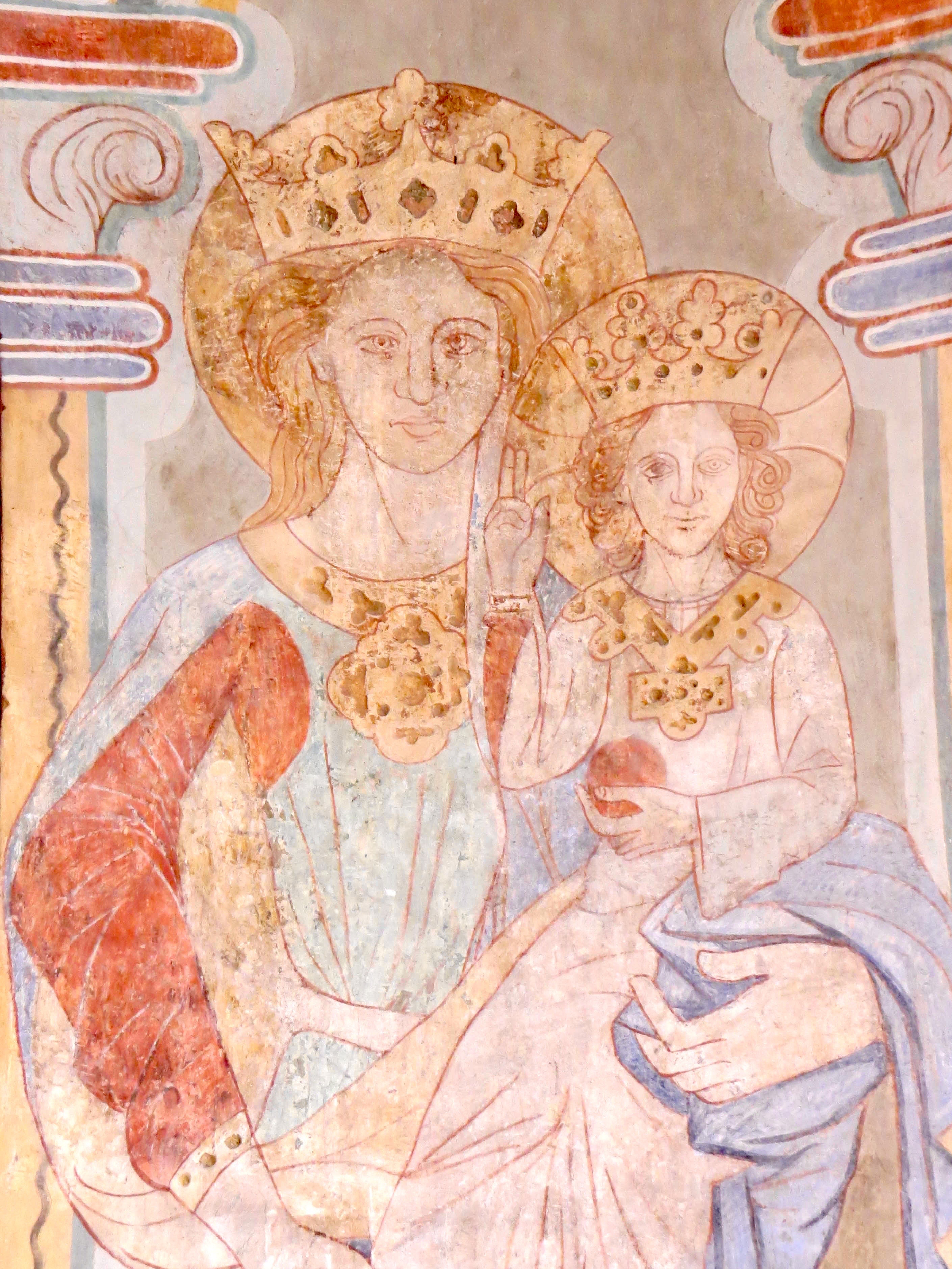
Maria mit Kind
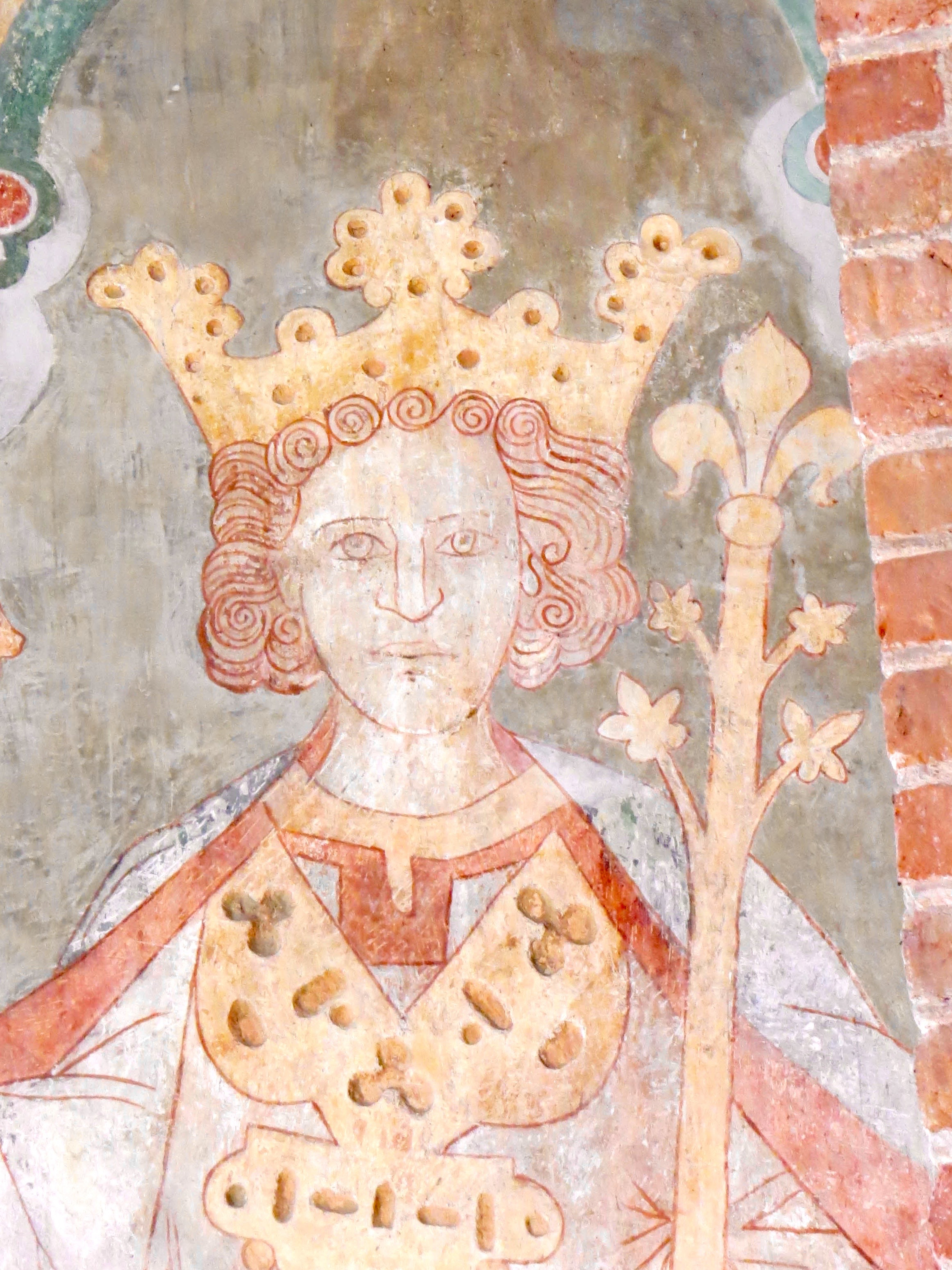
Erik IV. Plovpenning
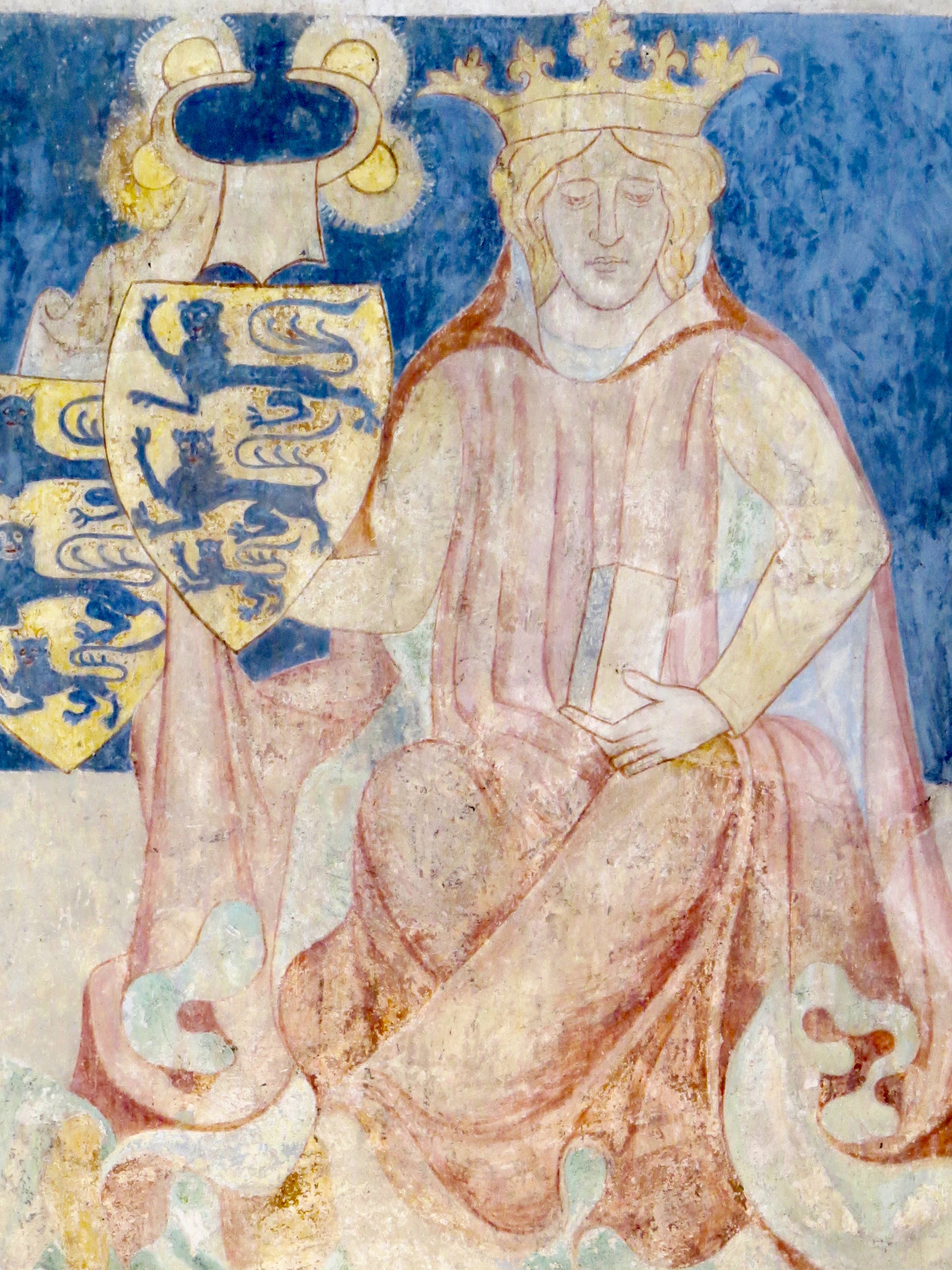
Knut VI. auf dem Königsfries
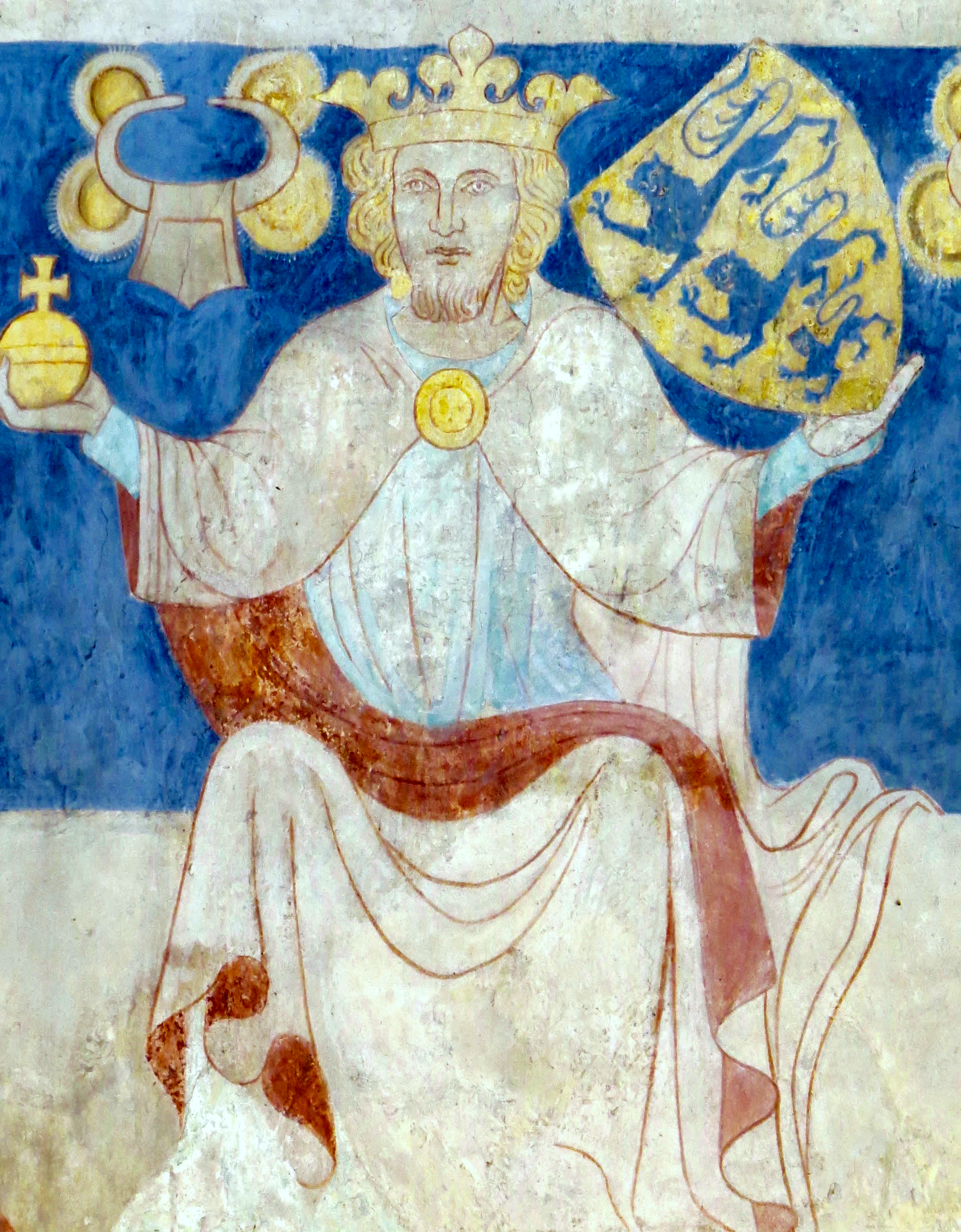
Waldemar II. auf dem Königsfries
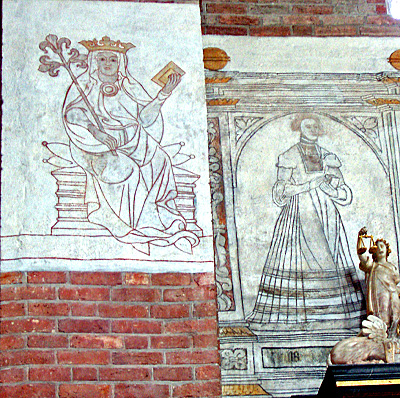
Reste des Königinnenfrieses

Am südlichen Pfeiler zwischen Chor und Vierung ist der schwedische König Birger dargestellt, der 1321 im dänischen Exil starb und in Ringsted beigesetzt wurde.

### Vierung
Das Deckengemälde der Vierung wurde von Agnes, der Witwe des 1286 ermordeten Königs Erik V. Klipping, in Auftrag gegeben. Jedoch steht nicht er, sondern sein 1250 ebenfalls ermordeter Onkel Erik IV. Plovpenning im Zentrum der Darstellung, dessen Grab sich damals direkt unter dem Vierungsgewölbe befand. Erik Plovpennings Schicksal hat große Ähnlichkeit mit dem seines Vorfahren Knud Lavard: Auch Erik Plovpenning galt als frommer Förderer der Kirche, auch er wurde von einem Verwandten, seinem Bruder Abel, im Streit um den Thron ermordet, und auch hier gab es mit Christoph I. einen Bruder, der den Mörder besiegte und sich, nachdem er selbst König geworden war, für die Heiligsprechung des Ermordeten einsetzte. Agnes hatte als Christophs Schwiegertochter und Regentin für ihren Sohn Erik VI. Menved großes Interesse an der Legitimation von dessen Linie. Dies war umso wichtiger, als Agnes’ verstorbener Mann mit seinen Cousinen, Erik Plovpennings Töchtern, den Königinnen Sofia von Schweden und Ingeborg von Norwegen, über die Erbschaft ihres Vaters im Streit gelegen hatte und Ingeborgs Sohn, König Erik II. von Norwegen, die nach Erik Klippings Ermordung geflohene dänische Adelsopposition um Stig Andersen Hvide unterstützte und zwischen 1289 und 1295 vier Kriegszüge gegen Dänemark führte.
In der Ostkappe vor dem Chor thront die Kirchenpatronin Maria zusammen mit Jesus Christus. Dieses Bild war für die im Kirchenschiff versammelte Laiengemeinde sichtbar. Anders als die Mariendarstellung, deren Ikonographie allgemein bekannt war, sind die drei übrigen Bilder jeweils mit lateinischen Majuskelinschriften erläutert. Erik IV. Plovpenning ist auf der Südkappe als König mit Krone und Zepter zwischen zwei Untertanen auf dem Thron dargestellt. In der erhobenen rechten Hand hielt er vermutlich einen Reichsapfel. Obwohl er nie heiliggesprochen wurde, ist sein Kopf von einem Heiligenschein umgeben und er wird als ERICUS REX [DEI CA]RUS AMICUS, König Erik, Gottes lieber Freund, bezeichnet. Als zweiter Patroziniumsheiliger ist Knud Lavard gegenüber von Maria und Christus auf der Westkappe gemalt. Er sitzt zwar wie alle anderen auf einem Thron, trägt aber keine Krone, sondern hält in der Linken eine Standarte, die ihn als königlichen Lehnsmann kennzeichnet. Sein Kopf ist mit einem Heiligenschein umgeben und er hebt die Rechte, um die unter ihm versammelte Gemeinde zu segnen. Von der Beschriftung ist nur DUX, Herzog, erhalten geblieben. In der Nordkappe thront die Auftragsgeberin Königin Agnes, in der einen Hand das Zepter, in der anderen ein Buch, in dem AVE M[ARI]A steht, was sie als fromme Verehrerin der Kirchenpatronin ausweist. Die Umschrift bezeichnet sie als DOMINA AGNES QUONDAM REGINA DANORUM, Herrin Agnes, ehemals Königin der Dänen. Dies erlaubt, das Gemälde auf die Jahre nach 1293 zu datieren, als Agnes die Regierung an ihren Sohn übergeben hatte. Ob ihre Machtposition der Darstellung entsprach, lässt sich nicht aus den Quellen entnehmen.
Die kleinen Szenen neben den Thronenden auf der West- und Nordkappe zeichnen den Ablauf der Ermordung von Erik Plovpenning 1250 bei Missunde nach: Die Geschichte beginnt links von Knud mit einer sehr intimen Szene. Ein Mann mit einem Bierkrug in der Hand steht zwischen zwei höfisch gekleideten Frauen, auf dem Tisch vor sich ein Backgammonspiel. Die Beschriftung lautet HIC SCACARITUR, hier wird ein Brettspiel gespielt. Das Bild darunter – HIC REX CASA ERIPITUR, hier wird der König aus dem Haus entführt – ist nur fragmentarisch erhalten. Auf Knuds anderer Seite befindet sich eine liturgische Szene, ein Mann mit Tonsur im Chorgewand vor einem Kelch, beschriftet mit HIC CANITUR, hier wird [die Messliturgie] gesungen. Mit dem Geistlichen ist möglicherweise Erik selbst dargestellt, der sich angesichts seiner verzweifelten Lage von seinem im Bild gegenüber dargestellten sündigen Leben losgesagt hat und Mönch geworden ist. Darunter sind eine Burg und darin undeutlich einige Gestalten zu erkennen. Ihr dramatisches Ende findet die Bildgeschichte in den beiden Szenen, die Königin Agnes rahmen: Links liegt Erik Plovpenning in der Schlei und wird von drei in einem Schiff stehenden Rittern mit Lanzen unter Wasser gedrückt. HIC NECATUR, hier wird er getötet, beschreibt die Abbildung. Auf der anderen Seite bergen drei Fischer die nur noch schemenhaft zu erkennende Leiche des Ermordeten in ihrem Netz, erläutert mit TOLLUNT HIC REGIA MEM[BRA], hier ziehen sie die königlichen Glieder heraus.

Vierungsgemälde
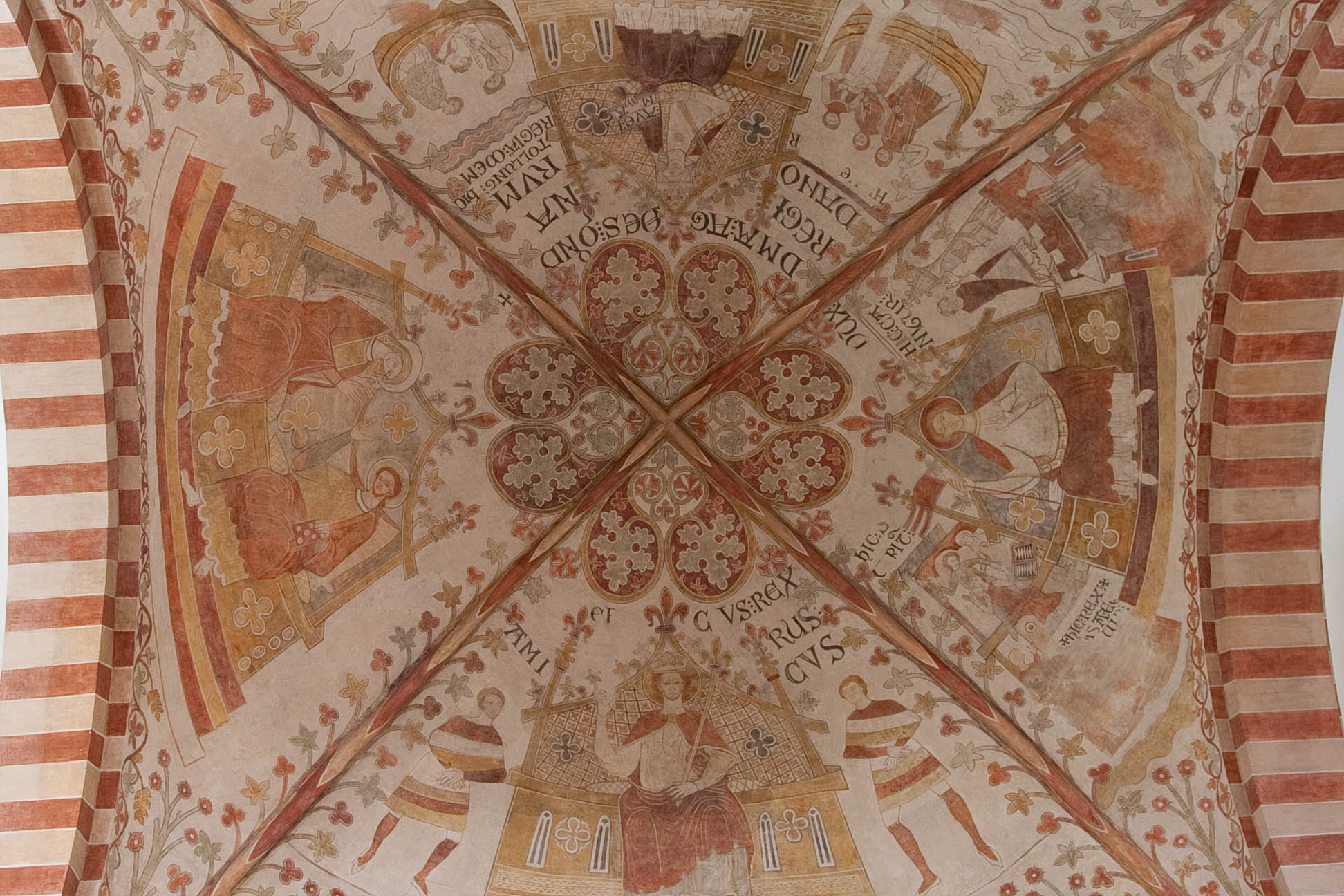
Blick in die Vierung, links Osten
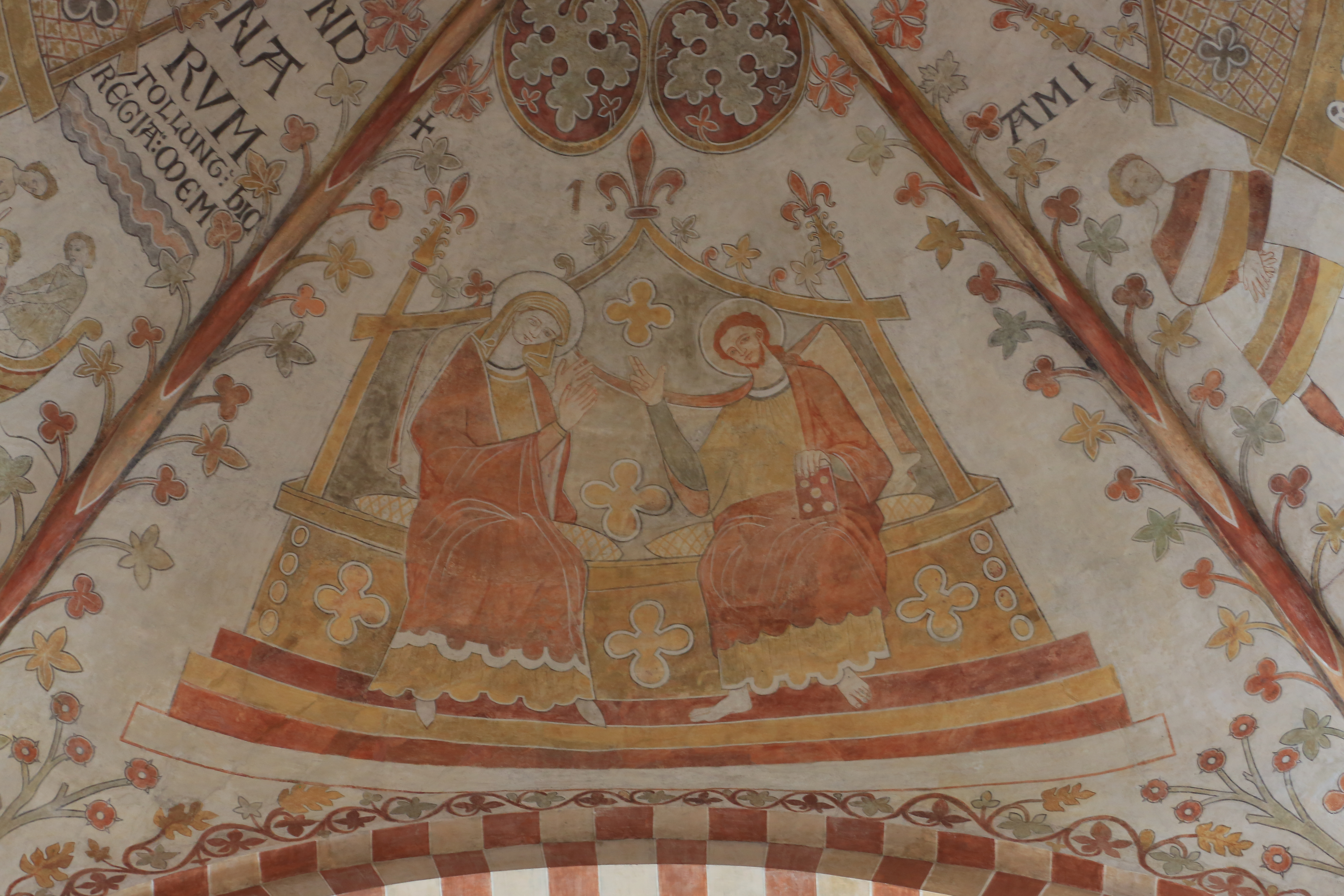
Maria und Christus (Ostkappe)
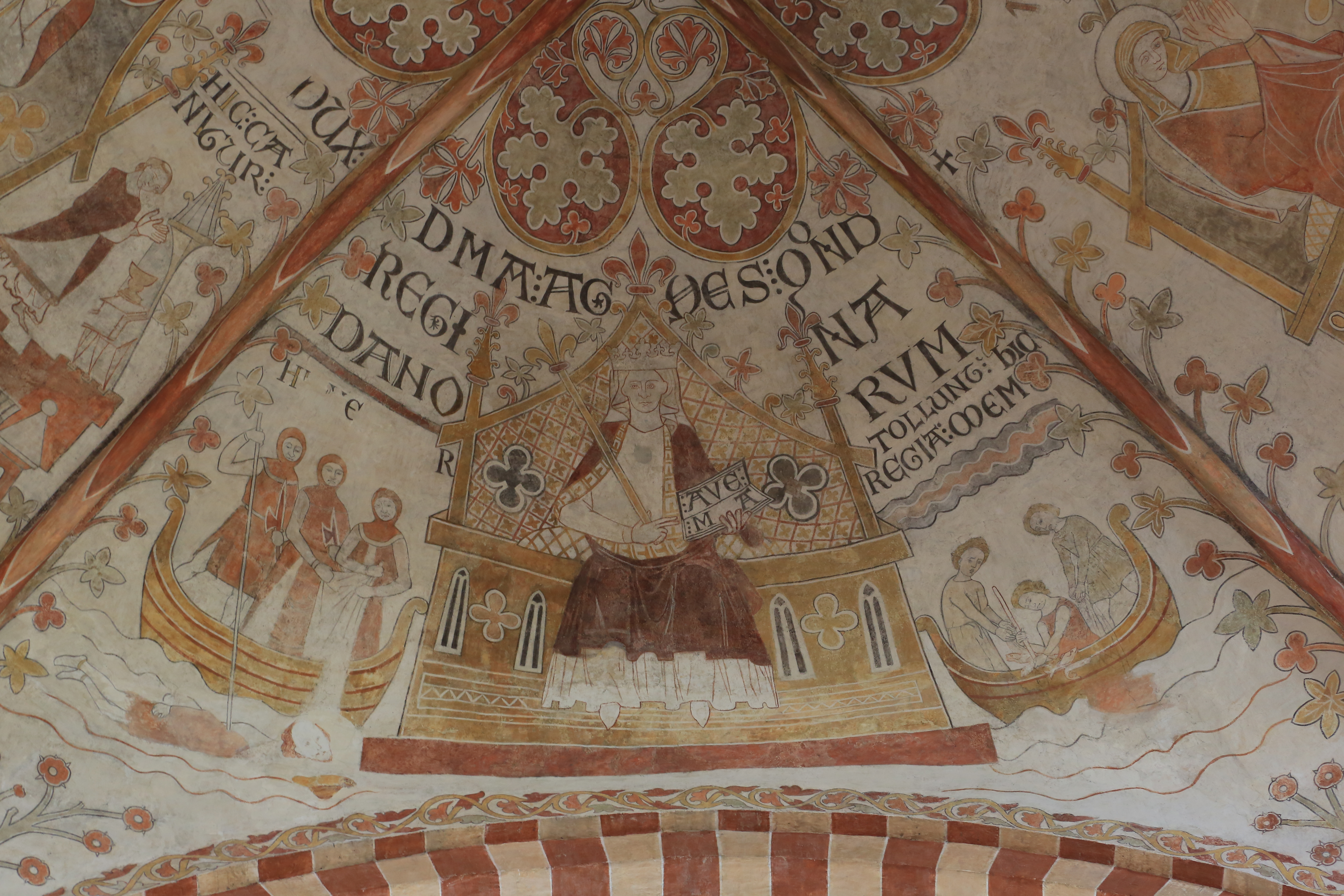
Königin Agnes
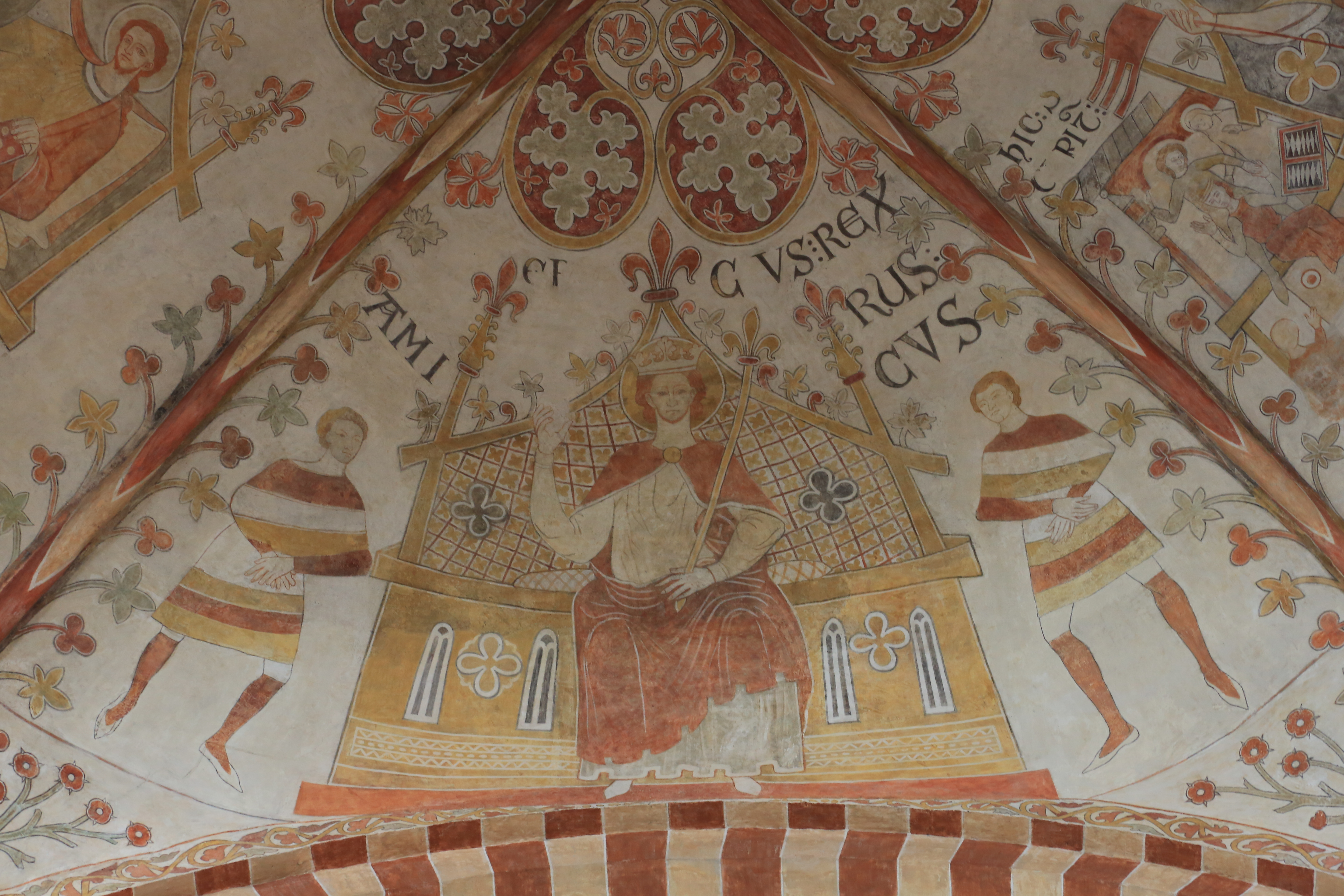
Erik IV. Plovpenning

### Wappenfries
Wie in der Klosterkirche Sorø zieht sich auch in Ringsted ein Wappenfries mit den Namen und Wappen der in der Kirche beigesetzten Adligen an den Wänden entlang. Er besteht aus rund hundert Wappenschilden, verteilt im Mittelschiff und in den Querschiffen, wobei im südlichen Querschiff nur Fragmente erhalten sind. Der Fries wurde mehrfach übermalt. Die zugrundeliegende Schildform mit Tartsche verweist auf die Zeit um 1500. Für die Rekonstruktion griff Storck auf Zeichnungen von 1757 zurück.
Die meisten der im Fries genannten Namen sind unbekannt, auch können viele Wappen keiner bekannten Familie zugeordnet werden. Identifiziert sind vor allem Mitglieder von Adelsfamilien, die im Mittelalter im Umland von Ringsted lebten. Die Bekannteste ist Anne Meinstrup, die Tochter des Landrichters Henrik Meinstorf, die am 20. Januar 1535 bei einer von Christoph von Oldenburg während der Grafenfehde in Ringsted einberufenen Versammlung aufständischer Bauern ermordet wurde und ihr Grab zunächst in der Ringsteder Kirche fand, ehe sie in die Familiengruft in der Hornslet Kirke umgebettet wurde.

### Königin Dagmar

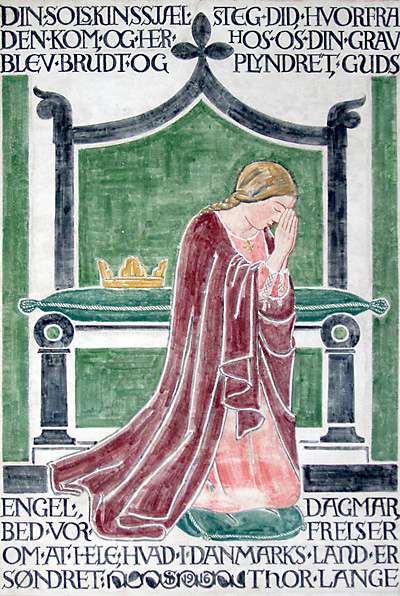
Königin Dagmar (Joakim Skovgaard, 1916)

Als jüngstes Wandgemälde malte Joakim Frederik Skovgaard 1916 ein Bild der betenden Königin Dagmar an den nordwestlichen Vierungspfeiler über ihrem Grab. Dagmar war die erste Frau von Waldemar II. und Mutter seines ältesten Sohnes, Waldemar des Jungen, gewesen. Schon zu Lebzeiten beliebt, erfuhr sie nach ihrem frühen Tod 1212 große Verehrung im Volk. Das Gemälde gab die Witwe des 1915 verstorbenen volkstümlichen dänischen Dichters Thor Lange in Auftrag. Die Königin kniet mit unbedecktem Kopf vor einem nach Vorbild der Throne im Vierungsgemälde gestalteten Thron und trägt als einzigen Schmuck das nach ihr benannte Dagmarkreuz. Der Text ist ein Ausschnitt aus einem Gedicht Langes, das Dagmar als Fürbitterin für das durch den Verlust des Herzogtums Schleswig geschlagene Königreich Dänemark darstellt.

## Ausstattung
Die Kirchenausstattung entstammt verschiedenen Epochen. Möglicherweise schon im Vorgängerbau stand die romanische Sandsteintaufe. An die Nutzung als Abteikirche erinnert das aus Eiche geschnitzte Chorgestühl von etwa 1420. Das mit Türen versehene Gemeindegestühl stammt von 1591 und damit aus einer Zeit, als die St.-Bendts-Kirche schon lutherische Pfarrkirche war. Altar und Kanzel sind Werke des 17. Jahrhunderts.

### Taufe
Das aus Sandstein gefertigte Taufbecken wird auf die Zeit zwischen 1153 und 1164 datiert und dem gotländischen Steinmetz Sighraf als eins seiner frühsten Werke zugeschrieben. Das zylindrische Becken hat einem Durchmesser von 71 cm. Das Taufwasser konnte durch einen Abfluss abgelassen werden. Auf der Wandung ist unter Bögen in sechs Reliefs die Kindheitsgeschichte Jesu dargestellt, die Verkündigung an Maria, ihre Begegnung mit Elisabeth, die Geburt Christi, der Besuch der Heiligen Drei Könige, die Warnung Josefs durch den Engel, die Flucht nach Ägypten und als siebte Szene Jesu Einzug in Jerusalem am Palmsonntag. Zwischen den Bögen befinden sich Engelsfiguren. Der separat geschaffene Fuß mit quadratischem Grundriss hat die Form eines umgekehrten Kapitells mit oberem Seilstab. An seinen Ecken hat er Tierköpfe, an den Seiten Blattwerk.

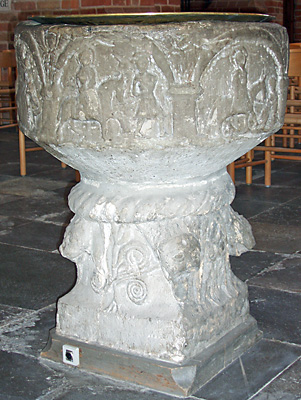
Taufstein
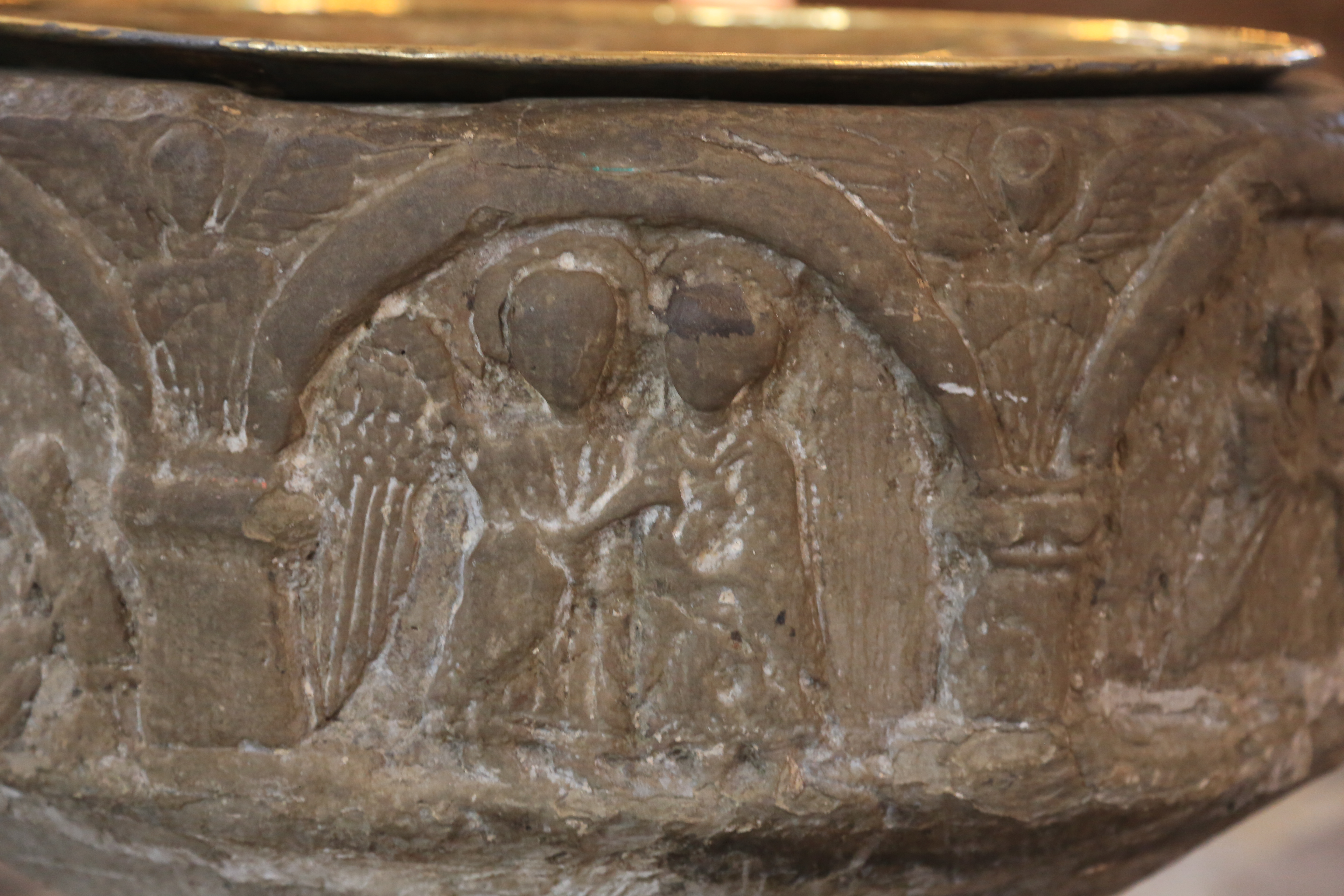
Verkündigungsszene
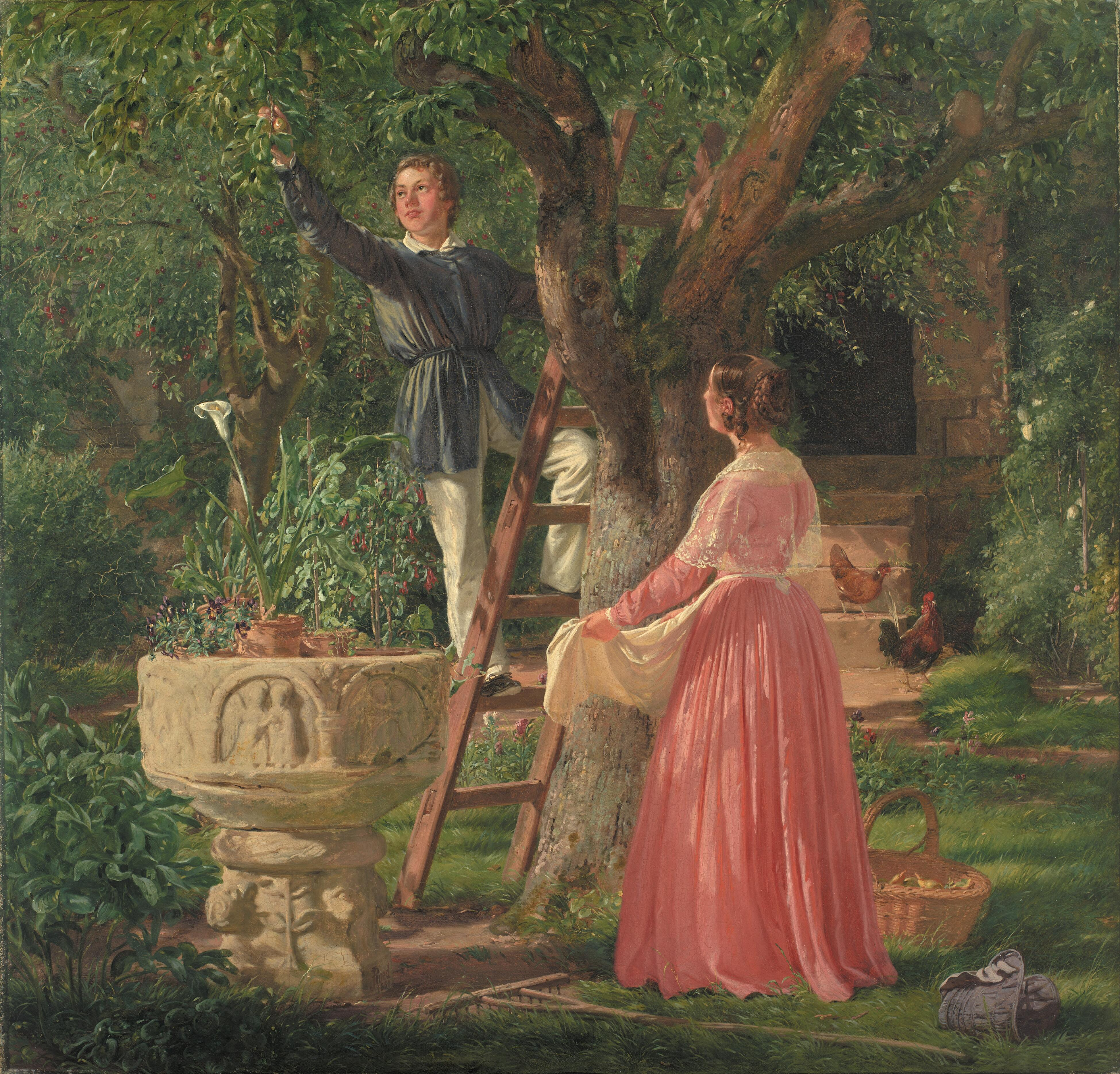
Das Taufbecken als Blumentopf (Roed, 1850)
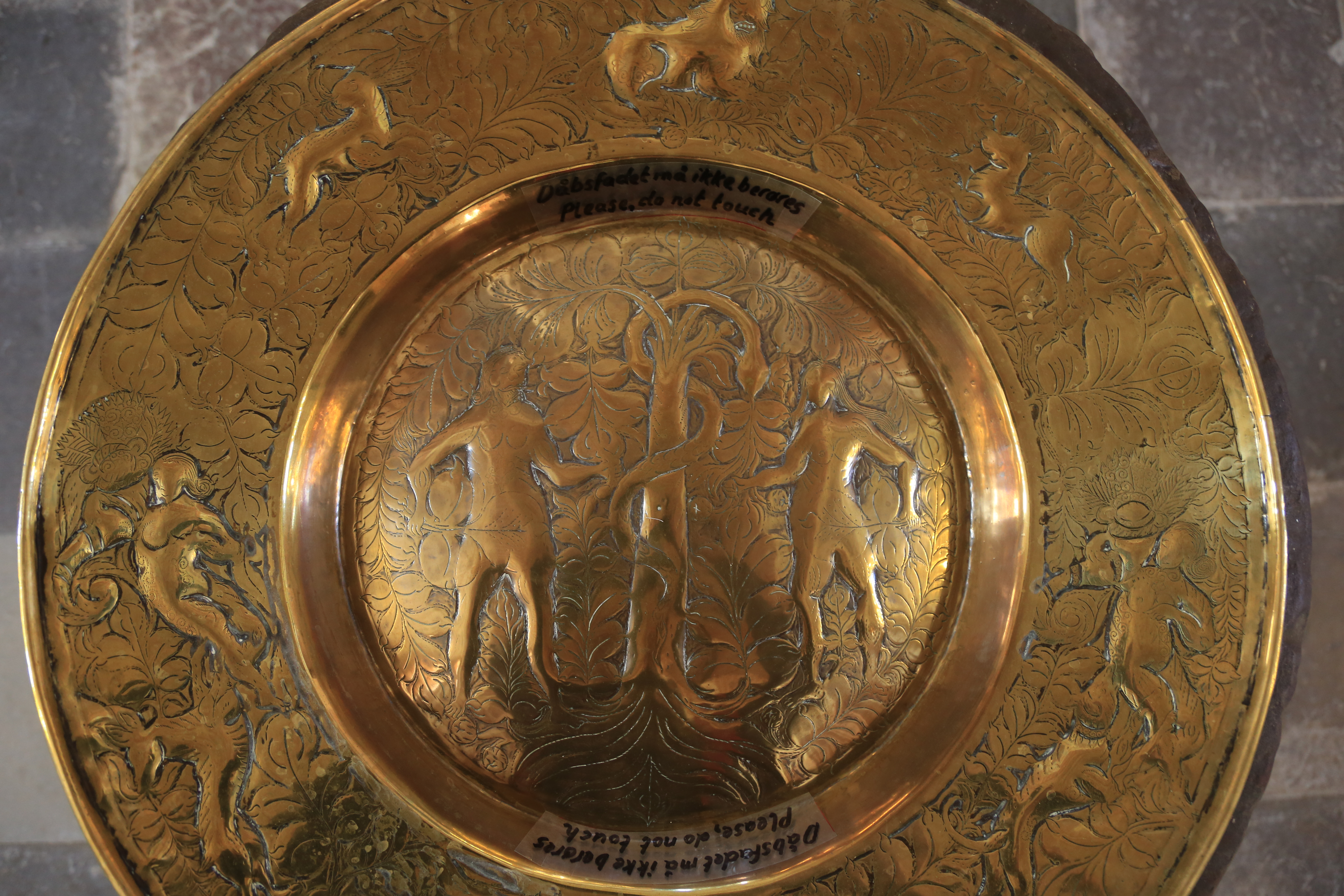
Taufschale

Nach dem Kirchenbrand im Jahr 1806 wurde das Taufbecken an den Vater des Malers Jørgen Roed verkauft. Das Taufbecken stand dann in dessen Garten in Ringsted, wo es Roed 1850 malte. Im Zusammenhang mit der Renovierung Ende der 1860er Jahre kaufte die Kirchengemeinde das Taufbecken zurück. Die Taufschale aus Messing ist eine niederländische Arbeit von 1650. In der Mitte zeigt sie Adam und Eva mit der Schlange als Bild der Erbsünde, von der die Taufe befreit, und am Rand Menschen- und Tierfiguren im Rankenwerk.

### Chorgestühl

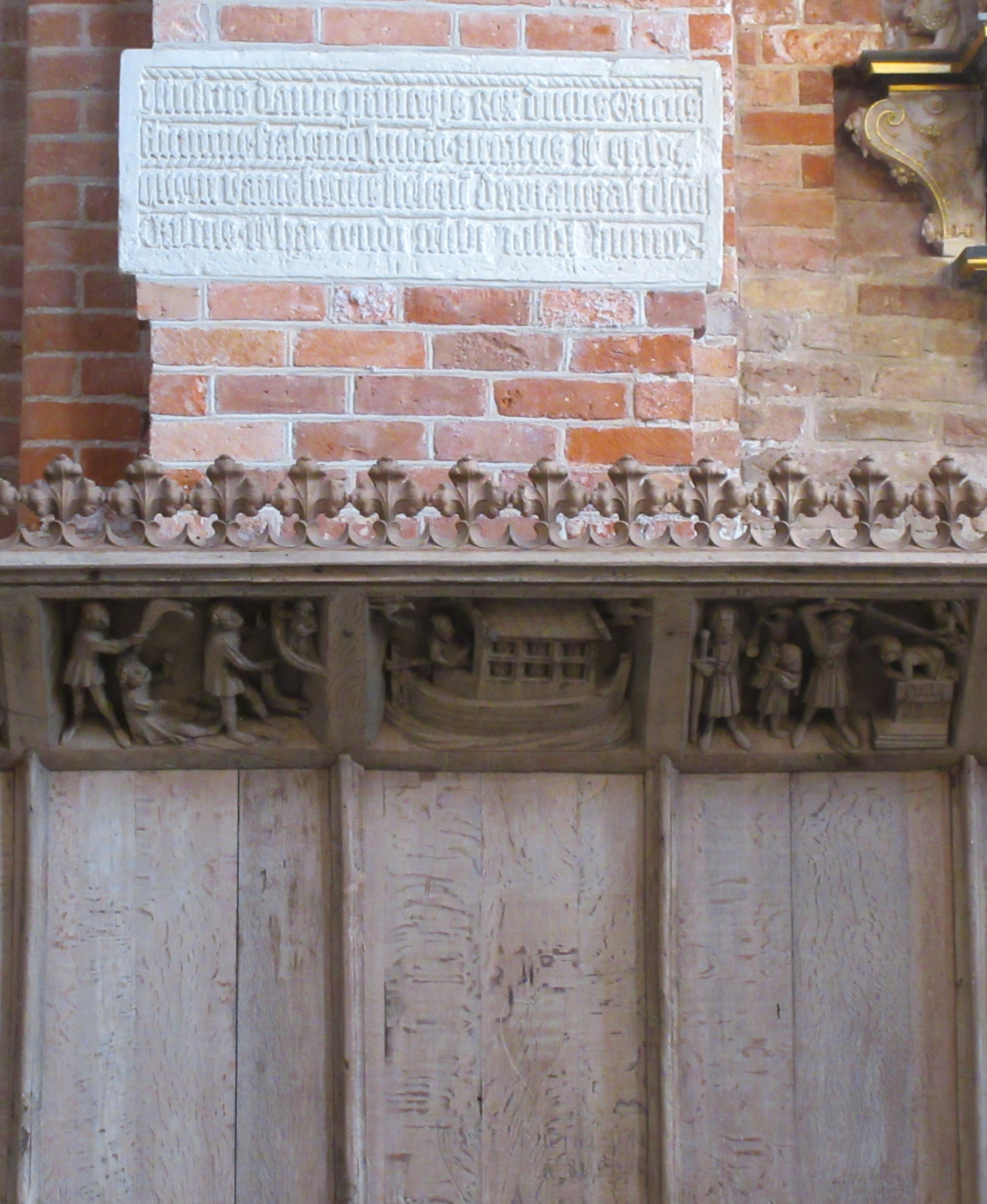
Drei Reliefs (Kain und Abel, Arche Noah, Opferung Isaaks) von der Nordseite des Chorgestühls, darüber der Gedenkstein für Erik Plovpenning

Das gotische Chorgestühl stand ursprünglich entlang der Anfang des 15. Jahrhunderts errichteten Trennmauern in der Vierung und seit der Renovierung 1909 im Chor. Es ähnelt dem 1420 für den Dom zu Roskilde hergestellten Gestühl und wird deshalb auf dieselbe Zeit datiert. Die beiden einander gegenüberstehenden Reihen haben jeweils dreizehn Klappsitze mit breiten Armlehnen, teilweise mit sogenannten Miserikordien. Über jedem Sitz ist ein Relief angebracht, das auf der Nordseite eine Szene aus dem Alten und an der Südseite aus dem Neuen Testament zeigt. An der Außenwange der Nordseite ist auf der den Sitzen zugewandten Seite der Evangelist Johannes mit dem Kelch und auf der Außenseite der Erzengel Michael als Drachentöter abgebildet, beides Szenen, die die Überwindung des Teufels verbildlichen, dessen Wirken in der über dem Erzengel abgebildeten Sünde von Adam und Eva deutlich wird. Die südliche Außenwange zeigt an der der Gemeinde zugewandten Außenseite den heiligen Christophorus, dessen Anblick der Legende nach vor einem unzeitigen Tod schützen soll, und auf der Innenseite die heilige Gertrud mit einem Kirchenmodell. In das Holz schnitzten Lateinschüler ab dem 16. Jahrhundert ihre Namen ein.

### Kanzel
Am Südwestpfeiler der Vierung hängt die 1609 im Stil der Renaissance hergestellte Kanzel. Sie zeigt in den vier Brüstungsfächern des Kanzelkorbs Reliefs der vier Evangelisten mit ihren Symbolen. Neben den Köpfen der Evangelisten schweben Engel, die den Männern in die Ohren blasen und sie somit mit Gottes Wort inspirieren. In Reliefs der vier Fächer des Zuweges sind die vier Elemente Feuer, Erde, Luft und Wasser als Frauen dargestellt, jeweils mit lateinischem Begriff bezeichnet. Die Felder sind durch weibliche Hermenpilaster getrennt, die die christlichen Tugenden Glaube, Liebe und Hoffnung sowie weitere Tugenden wie Weisheit, Wahrheit und Stärke symbolisieren. Zwei lateinische Schriftbänder mit den Bibelworten 2 Tim 4,2  und Jes 58,1  erinnern an die Aufgabe des Predigers, die Gemeinde zur Buße aufzurufen. Der Schalldeckel ist mit Putten verziert. Die am Pfeiler hinter dem Kanzelkorb angebrachte Tafel nennt Christian IV. als Stifter. Figuren und Schrift sind farbig gefasst, während die Flächen holzsichtig sind. Im Feld des Evangelisten Markus steht die Jahreszahl 1669, die auf eine Renovierung hinweist.

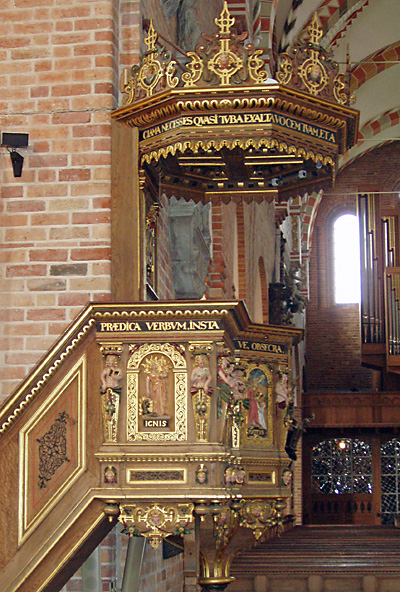
Kanzel
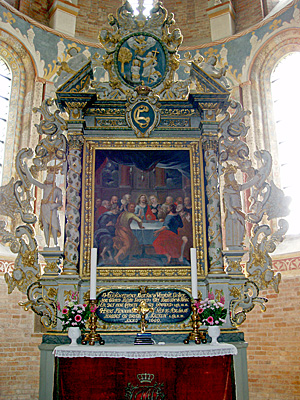
Altar
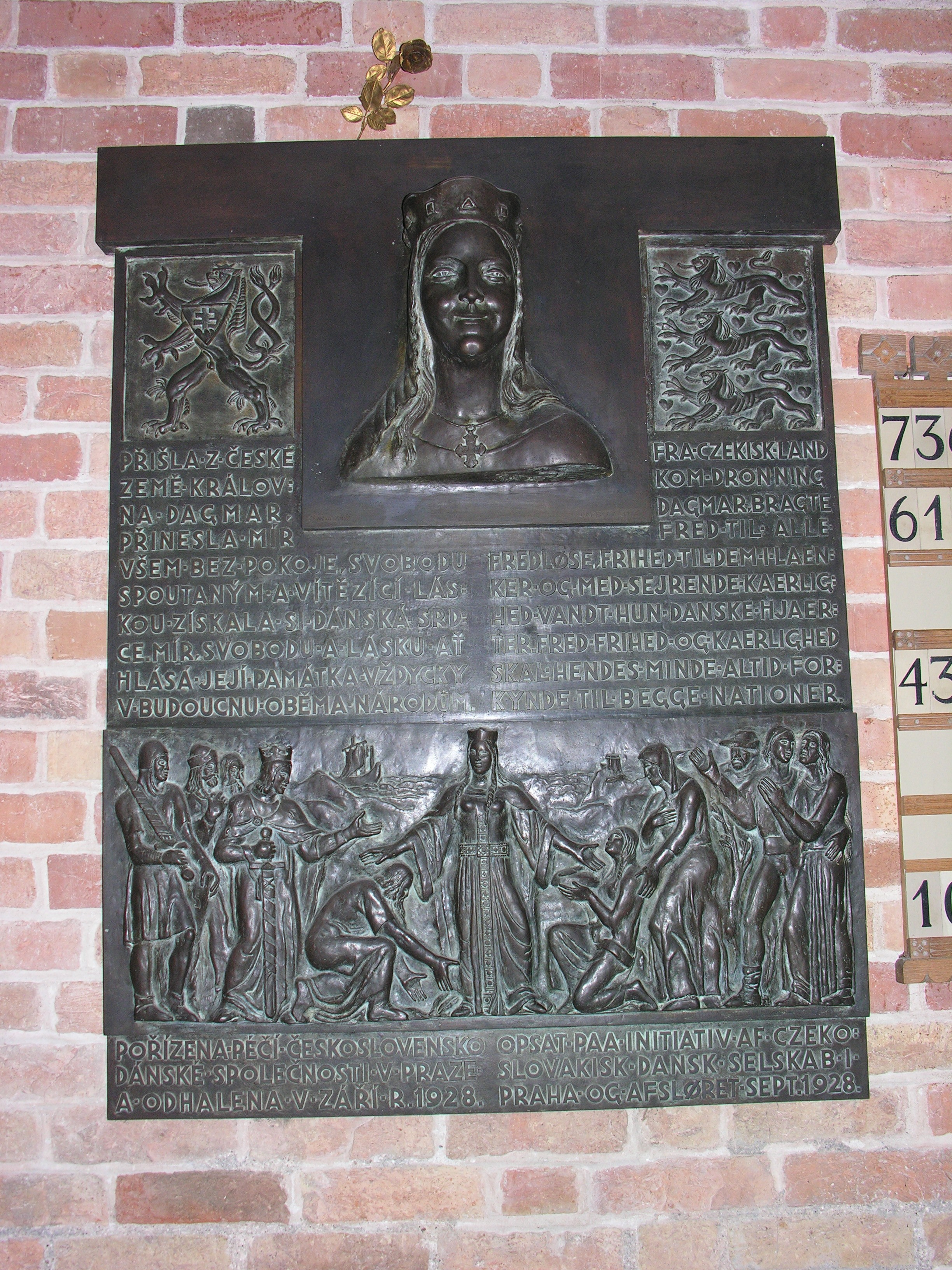
Dagmartafel von 1928

Hinter der Kanzel erinnert die 1928 von der Tschechoslowakisch-Dänischen Gesellschaft in Prag gestiftete Dagmartafel in zwei Sprachen an die aus Böhmen gebürtige dänische Königin als Bringerin von Frieden und Freiheit.

### Altar
Der barocke Altar von 1699 zeigt als Hauptbild in der Ädikula ein Gemälde des letzten Abendmahls Jesu mit seinen Jüngern, seitlich gerahmt von Schnitzfiguren von Johannes dem Täufer und Mose im geschnitzten Knorpelwerk. Darunter steht 1 Kor 11,28  auf Dänisch und die Jahreszahl 1699. Die Kartusche über dem Altarbild verweist auf Christian V. als Stifter. Gekrönt wird das Retabel von einer Reliefdarstellung der Taufe Jesu im gebrochenen Giebel. Darüber ist eine Strahlensonne mit dem Tetragramm angebracht.
In einer Querschiffkapelle richtete 1925 ein damaliger Pastor einen Andachtsraum ein. Er wandelte eine in der Werkstatt von Heinrich Ringerink geschnitzte Truhe zum Altartisch um. Die Truhe zeigt in vier Reliefs Szenen aus der Heilsgeschichte: Kreuztragung, Kreuzigung, Auferstehung und Himmelfahrt. Darauf steht ein Kruzifix.

### Dagmarkreuz
Beim Ausheben eines Grabes in der Vierung fand man 1683 an der Stelle der Gräber der Königinnen Dagmar von Dänemark († 1212) und Rikissa von Schweden († 1220) ein goldenes Enkolpion oder Reliquienkreuz mit farbigen Emailleeinlagen. Das Kreuz ist 4,3 cm hoch, 2,9 cm breit und 0,3 cm dick und hat eine kleine Öffnung, in die eine Reliquie eingelegt werden konnte. Auf der Vorderseite ist der gekreuzigte Jesus Christus abgebildet; auf der Rückseite befinden sich fünf Halbfiguren in Medaillons mit Goldrand, in der Mitte auf weißem Grund Christus mit zum Segen erhobener rechter Hand, flankiert von Maria und Johannes dem Täufer, während oben und unten zwei der wichtigsten Kirchenväter der Ostkirche, Basilios und Johannes Chrysostomos, dargestellt sind. Das Original wurde 1695 der Königlichen Kunstkammer übergeben und wird heute im Nationalmuseum in Kopenhagen bewahrt. Am Nordostpfeiler der Vierung nahe dem Auffindungsort ist eine Kopie ausgestellt.
Da die Königinnengräber durch den Grabaushub zerstört waren, konnte das Kreuz nicht eindeutig zugeordnet werden, weshalb der damalige Pastor Christian Blichfeldt es Königin Dagmar zuschrieb, von der dank Volksliedern bekannt war, dass sie in Ringsted beigesetzt war. Wahrscheinlicher ist aber eine Zuordnung zu Dagmars Schwägerin Rikissa, deren Mutter, die aus dem Geschlecht der Rurikiden gebürtige Königstochter Sophia von Minsk, das kostbare Schmuckstück aus ihrer Heimat mitgebracht und ihrer Tochter geschenkt haben könnte. Im Umfeld der Kiewer Rus waren derartige im byzantinischen Stil hergestellte Reliquienkreuze verbreitet und wurden u. a. bei Ausgrabungen in Minsk gefunden. Die kunstvollen Emailleeinlagen weisen große Ähnlichkeiten zu denen auf dem 1161 für Euphrosyne von Polazk hergestellten Altarkreuz auf. Das Dagmarkreuz stammt demnach höchstwahrscheinlich aus einer durch Ausgrabungen bekannten Goldschmiedewerkstatt in Polazk, der Heimat der Königin Sophia.
Das sogenannte Dagmarkreuz gilt als Nationalkleinod. Als König Friedrich VII. seiner Nichte Alexandra von Dänemark anlässlich ihrer Hochzeit mit dem englischen Kronprinzen Eduard eine in ein mit Perlen und Diamanten besetztes Collier eingefügte Kopie des Dagmarkreuzes schenkte, begründete er damit die Tradition, dass dänische Bräute Kopien des Dagmarkreuzes tragen. Mädchen erhalten das Schmuckstück häufig als Geschenk zur Taufe oder Konfirmation.

## Königsgräber

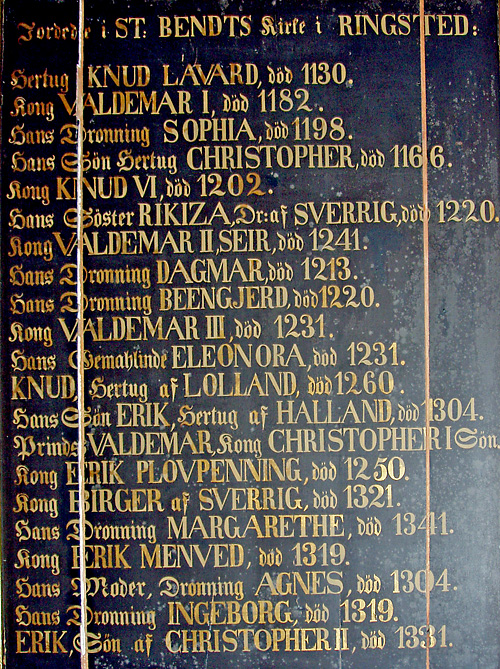
Liste der Königsgräber (Tafel in der Kirche)

Die Ringsteder Kirche hat vor allem durch das Grab Waldemars I. „des Großen“ nationale Bedeutung für Dänemark. Von 1173 bis 1341 wurden insgesamt zwanzig Mitglieder der von Waldemar I. abstammenden königlichen Familie, darunter sechs dänische Könige und fünf Königinnen, hier bestattet. Nur der Roskilder Dom hat mehr dänische Königsgräber. Die Gräber der regierenden Könige liegen von West nach Ost angeordnet in der Mittelachse der Kirche. Durch diese Anordnung sollte die dynastische Kontinuität der durch den heiligen Knud Lavard legitimierten Linie der Waldemare des Hauses Estridsson sichtbar werden.
Mit Ausnahme der aufwendig gravierten Messingplatte über Erik VI. Menveds Grab markierten nur unbeschriftete Marmorplatten die Gräber. Unter den Platten lagen die Bestatteten unter einer Schicht Erde in gemauerten, teilweise mit Blei ausgekleideten Gräbern, bedeckt entweder mit einem gemauerten Gewölbe oder zeltförmig aufgestellten Ziegeln. Die Namen und die Lage der Gräber wurden im 15. Jahrhundert auf einem Pergamentblatt, der sogenannten Tabula Ringstadiensis, festgehalten. Diese Inventarliste – vermutlich die Abschrift einer älteren Liste – enthält jedoch einige Fehler und stimmt nicht ganz mit den Befunden der Untersuchung von 1855 überein.

Plan der 1855 geöffneten Königsgräber (A Waldemar I., B Sophia von Minsk, C Knut VI., D Waldemar II., E Dagmar, F Berengaria, G Waldemar III., H Eleonore, I Kindergrab, L Kenotaph von Ingeborg und Erik Menved; h Erik Plovpenning (?), k Altarplattform, l Altar)

König Friedrich VII. ließ 1855 die Königsgräber öffnen und untersuchen. In keinem Grab fanden sich königliche Insignien oder andere Grabbeigaben, bis auf einige Keramiktöpfe vor allem in den Gräbern der Königinnen. Nur König Waldemar I. war durch eine beigelegte „Grabauthentik“ eindeutig zu identifizieren. Aus fast allen Gräber konnten aber Textilreste und teilweise Haare geborgen werden. Anschließend wurden einheitliche Grabplatten, die Namen und einige Angaben zu dem Bestatteten enthalten, verlegt.

### Knud Lavard
Die sterblichen Überreste von Knud Lavard waren bei der Kirchenweihe 1170 in einem Reliquienschrein im Hauptaltar im neuen Chor niedergelegt worden. Knuds ehemaliges und nunmehr leeres Grab vor dem Altar der alten Kirche blieb erhalten und lag in der neuen Kirche im Mittelgang. Reste dieses aus Kalktuff gemauerten Grabes wurden 1855 und erneut 1900 untersucht.
Aus dem Schrein im Hochaltar ließen Mitglieder der Schleswiger Knudsgilde 1513 unter Leitung des Bischofs Gottschalk von Ahlefeldt einen Teil von Knuds Gebeinen in den ihm gewidmeten Altar im Schleswiger Dom übertragen. Der mittelalterliche Altartisch verschwand mit der Verlagerung des Altars in die Vierung. Der Verbleib von Knuds Gebeinen ist nicht bekannt.
Eine an der Nordwand des nördlichen Kirchenschiffs befestigte Grabplatte, die in lateinischen Majuskeln vom Mord an Knud Lavard und seiner Heiligsprechung berichtet, stammt wohl erst aus dem 13. Jahrhundert, da sie das erstmalig bei Erich I. von Schleswig nachweisbare Wappen mit den beiden Schleswigschen Löwen trägt. Bei den Ausgrabungen 1855 wurde über Knuds leerem Grab ein schlichter Stein mit der Aufschrift Sanctus Canutus Dux, heiliger Herzog Knud, verlegt.

### Waldemar I. und seine Familie
Der Erbauer der Kirche war 1182 der erste in ihr beigesetzte König. Sein Grab liegt direkt östlich von dem seines Vaters, also zu dessen Füßen, da die Toten damals so bestattet wurden, dass sie nach Osten, der Richtung, aus der die Wiederkunft Christi erwartet wurde, schauten. „Die Position seines Grabes war auf eine Fortsetzung der neuen Dynastie angelegt.“ Parallelen dazu finden sich in Königslutter und im Braunschweiger Dom.
Bei der Öffnung des Grabes 1855 fand man in dem gemauerten Grab den in eine Lederhülle eingenähten Leichnam eines etwas über 180 cm großen Mannes. Eine Locke, die dem gut erhaltenen Leichnam abgeschnitten werden konnte, ist im kleinen Kirchenmuseum ausgestellt zusammen mit der sogenannten „Grabauthentik“, einer beschrifteten Bleiplatte am Kopfende des Grabes, die die Identität des Toten belegt. Die Tafel ist beidseitig mit weitgehend identischen Angaben beschriftet: Waldemar wird als Sohn des heiligen Knud, PACIS REPARATOR ET CONSERVATOR, Wiederhersteller und Bewahrer des Friedens, sowie als Sieger über die Slawen bezeichnet und für seine Bautätigkeit, insbesondere die Anlage der Waldemarsmauer, gerühmt. Da er auf der etwas längeren Textfassung Waldemarus primus, Waldemar der Erste, genannt wird, liegt nahe, dass zumindest diese Inschrift erst zur Zeit der Regentschaft seines jüngeren Sohnes Waldemar II. angebracht wurde, was wiederum bedeutet, dass das Grab nach 1202 noch einmal geöffnet wurde.

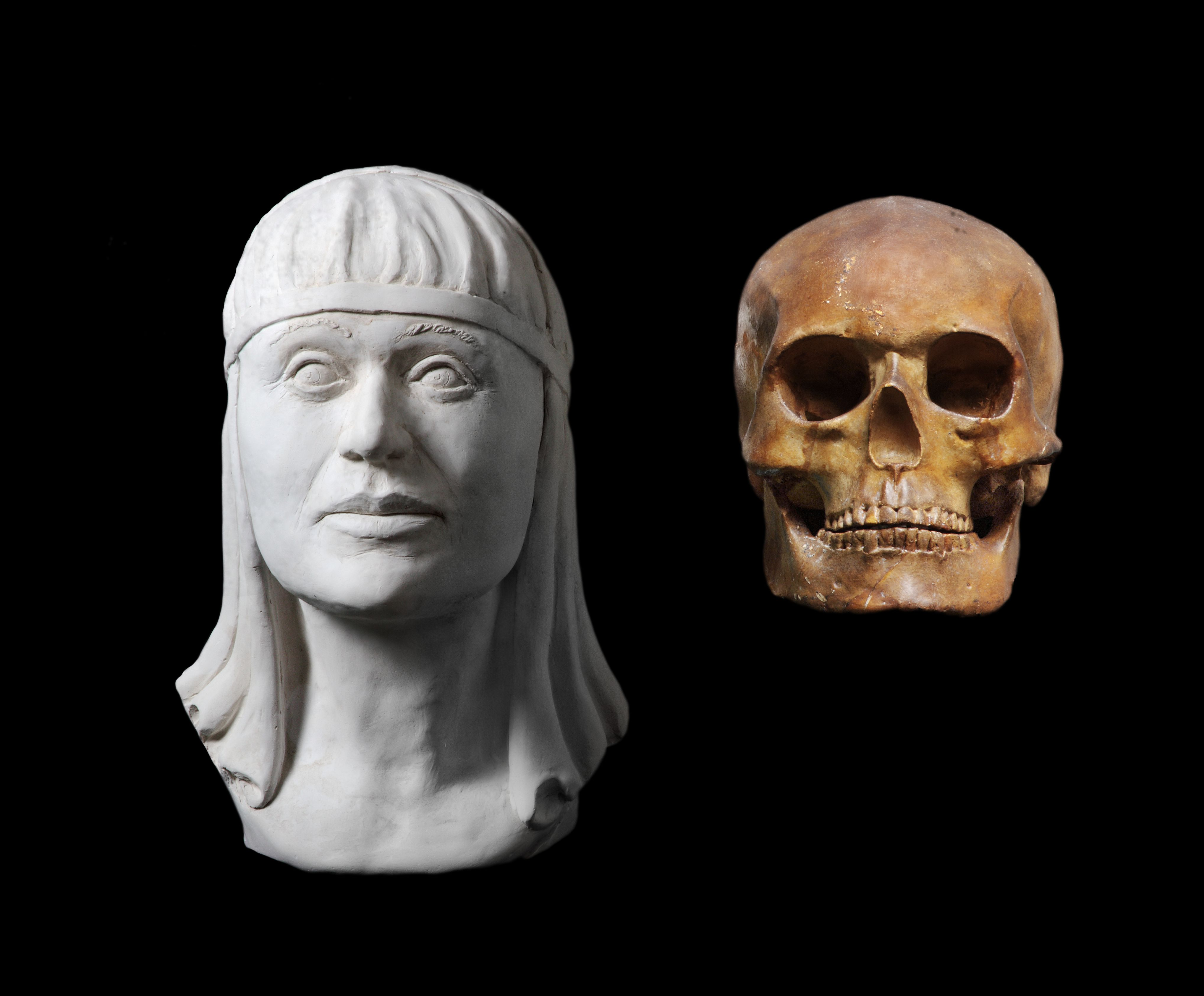
Schädel und rekonstruierte Büste der Sophia von Minsk

Nördlich von Waldemar liegt seine Frau Sophia von Minsk. Sie hatte 1184 eine zweite Ehe mit Ludwig III. von Thüringen geschlossen. Ludwig verstieß sie jedoch, ehe er 1189 zum Kreuzzug aufbrach, auf dem er umkam. Sophia kehrte nach Dänemark zurück. Nach ihrem Tod 1198 setzten ihre Söhne sie an der Seite ihres ersten Mannes bei. Anhand eines 1855 hergestellten Abdrucks ihres Schädels konnte ihr Gesicht rekonstruiert werden.
Drei ihrer acht Kinder sind neben Waldemar I. und Sophia beigesetzt. Die beiden Söhne Knut VI. († 1202) und Waldemar II. waren nacheinander Könige und sind beide auf der Mittelachse der Kirche wiederum zu Füßen ihres Vaters bzw. Bruders beigesetzt. Sie waren beide einige Zentimeter größer als ihr Vater. Das Grab von Rikissa, die den schwedischen König Erik X. heiratete, aber nach dem Tod ihres Mannes 1216 nach Dänemark zurückkehrte, wo sie 1220 starb, wurde 1683 zerstört. Laut der Tabula Ringstadiensis soll es links von ihrem Bruder Knut gelegen haben. Ein Grabstein ist nicht erhalten und es wurde auch 1855 kein neuer verlegt.
Waldemars unehelicher Sohn Christoph, der 1173 als erstes Familienmitglied in der noch unfertigen Kirche beigesetzt wurde, erhielt dagegen 1855 entsprechend der Auskunft der Tabula Ringstadiensis eine Platte südlich vom Grab seines Vaters. Ob er dort wirklich bestattet wurde, lässt sich nicht nachprüfen, da an diesem Platz 1618 das Grab des Bürgermeisters Jørgen Nielsen und dessen Familie angelegt wurde.

### Waldemar II. und seine Frauen

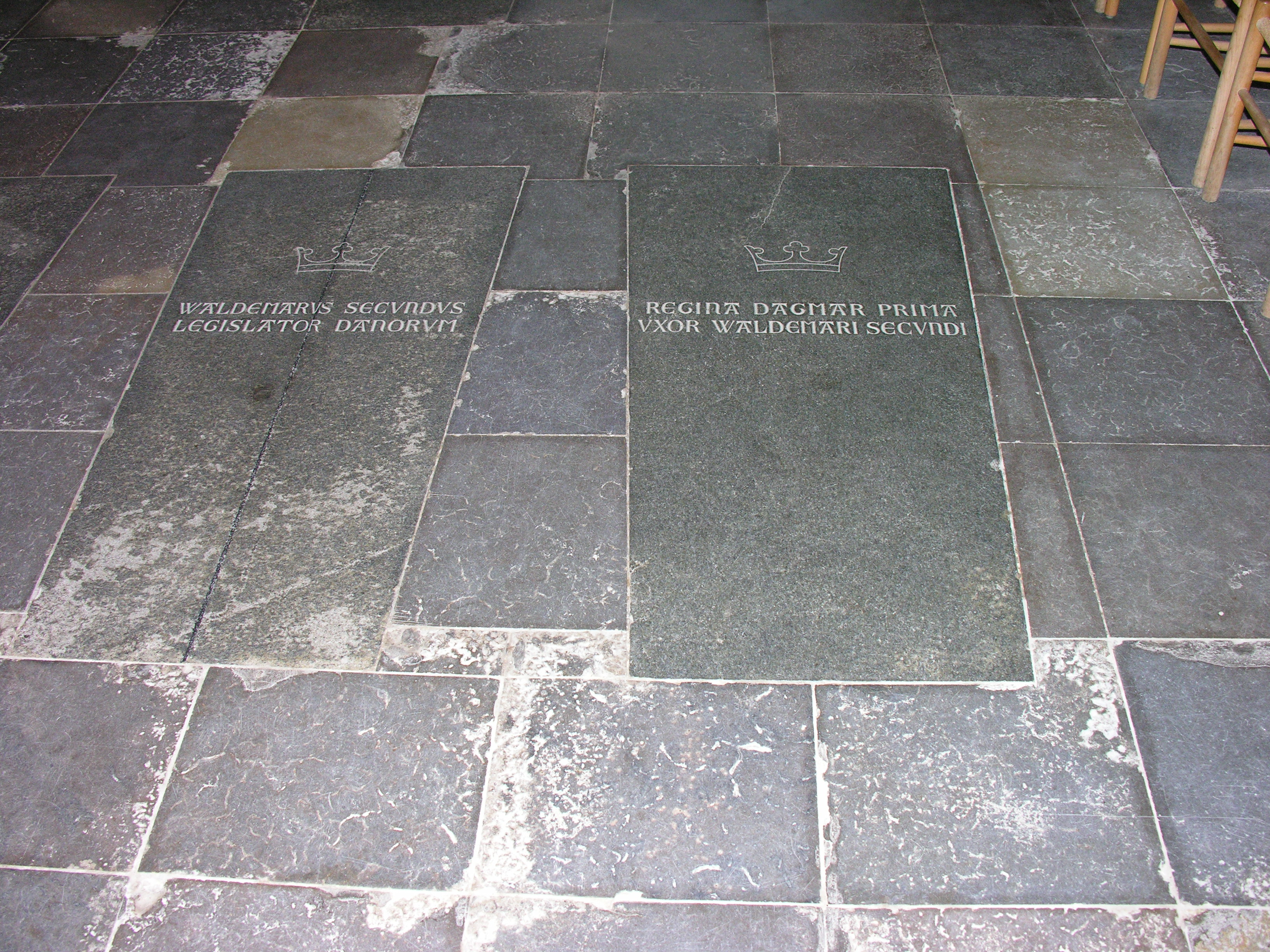
Grabplatten für Waldemar II. und Dagmar

Waldemar II. Sejr (1170–1241), der jüngste Sohn von Waldemar I., war im Jahr der Kirchenweihe geboren worden. Er folgte seinem älteren Bruder 1202 auf den Thron. Nach 39-jähriger Herrschaft starb er in dem Jahr des Kirchenbrandes und wurde, in seidene Gewänder bekleidet, in einem gemauerten Grab in der Vierung beigesetzt. Die 1855 verlegte Grabplatte trägt eine Krone und die Aufschrift Waldemarus secundus legislator Danorum, Waldemar der Zweite, der Gesetzgeber der Dänen, was an die unter seiner Regierung erlassenen Gesetzbücher erinnert.
Sein Grab wird von den Platten seiner beiden lange vor ihm jung verstorbenen Ehefrauen Dagmar von Böhmen († 1212) und Berengaria von Portugal († 1221) gerahmt. Dagmars gemauertes Grab ist zwar erhalten, verlor aber bei der Gruftaushebung 1683 seine Abdeckung und enthielt bei der Öffnung 1855 vor allem Reste späterer Bestattungen. Ein 1683 geborgener Schädel, den man damals Dagmar zugeschrieben hatte, war im 18. Jahrhundert gestohlen worden. In Berengarias Grab fand man dagegen bei der Öffnung 1855 das in einen Bleisarg gebettete Skelett einer etwa 160 cm großen Frau mit schmalem Schädel, makellosen Zähnen und einem goldblonden Zopf, ausgestattet mit Seidenkleidern. Ein damals angefertigter Gipsabdruck des Schädels wird zusammen mit dem Zopf im Museum der Kirche ausgestellt.

### Waldemar der Junge und Eleonore
Vor Waldemar II. und seinen Frauen liegen fast in Mitte der Vierung Waldemar (III.), der Junge (1209–1231), sein Sohn aus der ersten Ehe mit Dagmar und Mitkönig seit 1218, und dessen Ehefrau Eleonore, die beide 1231 kurz nacheinander jung starben. Eleonores Grab ist von einer unbeschrifteten Grabplatte aus dem 17. Jahrhundert bedeckt. Obwohl sie im Alter von nur zwanzig Jahren gestorben war, war ihr Schädel fast zahnlos. Zu ihren Füßen hatte man in einem eigenen kleinen Grab eine Bleikiste mit der Leiche eines Kindes beigesetzt, das an Skrofulose gelitten hatte und im Alter von einem halben Jahr gestorben war. Möglicherweise ist es das Kind, dessen Geburt Eleonore nicht überlebt hatte.
Die Tabula Ringstadiensis nennt einen weiteren, unehelichen, Sohn von Waldemar II., Knud, Herzog von Laaland († 1260), der wie sein Sohn Erik, Herzog von Halland († 1304), links neben Waldemar bestattet sein soll. Diese Gräber wurden nicht gefunden. Sie waren vermutlich bei der Anlage späterer Gräber zerstört worden.

### Erik IV. Plovpenning
Erik IV. Plovpenning stammte aus Waldemars II. zweiter Ehe mit Berengaria. Nach seiner Ermordung 1250 wurde seine Leiche zunächst in eine Mönchskutte gekleidet im St.-Maria-Magdalenenkloster der Dominikaner in Schleswig bestattet und dann im Schleswiger Dom. Schließlich wurden seine Gebeine 1258 in die noch im Wiederaufbau befindliche Ringsteder St.-Knud-Kirche überführt. Dort wurde er in einem ummauerten Grab in der Mitte der Vierung beigesetzt, die einige Jahrzehnte später mit Szenen seiner Ermordung ausgemalt werden sollte. 1855 wurde zu Füßen von Waldemar dem Jungen eine kleine, leere, ummauerte Grube gefunden, von der Worsaae vermutete, dass dort die Kiste mit den aus Schleswig überführten Gebeinen beigesetzt war. Dieses Grab konnte nicht weiter untersucht werden, weil zu dieser Zeit der Altar an dieser Stelle in der Vierung stand. Im Zuge der Renovierung 1901 stellte sich heraus, dass unter dem Altar zwei weitgehend zerstörte und leere Gräber übereinander lagen, von denen das obere, dessen Kopfende mit einem Kreuz gekennzeichnet war, 33 cm über den Kirchenboden ragte und so einen zentralen und sichtbaren Ort der Verehrung bildete. Dessen Überreste ließ Storck abtragen und im Kirchenmuseum aufstellen.
Aufgrund seines Märtyrerstatus, der sich in dem zentral aufgestellten Grab und in den Kalkmalereien widerspiegelt, sah man später in Erik Plovpenning den eigentlichen Gründer und Heiligen der Kirche. Deshalb wurden seine Gebeine 1520 aus dem Grab entnommen und in eine Nische im Pfeiler an der Nordwand des Chores überführt, die mit einem Gedenkstein verschlossen wurde. Dort wurde 1855 eine Kiste mit Knochen- und Kleidungsresten gefunden. Die Minuskelinschrift vor dem Pfeilergrab lautet:

Illustris danie Princeps Rex diuus Ericus flumine fraterno liuore necatus et ense quem variis signis sceleru(m) decorauerat ultor Cristus et hac condi celibe iussit humo.

„Der berühmte dänische Fürst, der heilige König Erik, der durch brüderlichen Verrat im Fluss und durch das Schwert ermordet wurde, den durch mannigfaltige Zeichen Christus, der Rächer des Verbrechens, ausgezeichnet hat und ihn in diesem geweihten Boden beisetzen ließ.“

Christoph I., Eriks Bruder, der sich – wenn auch erfolglos – um dessen Heiligsprechung bemühte, ließ zwei seiner im Kindesalter verstorbenen Söhne in Ringsted neben seinem Bruder beisetzen. Waldemar († 1260) ist in der Tabula Ringstadiensis genannt und hatte am nördlichen Rand der Vierung sein Grab, das aber nicht erhalten ist. Niels ist in dem Verzeichnis, nach Ansicht von Worsaae wegen seines jungen Alters, nicht aufgeführt. Worsaae identifiziert ihn mit dem zu Füßen von Eleonore beigesetzten Säugling.

### Erik VI. Menved und Königin Ingeborg

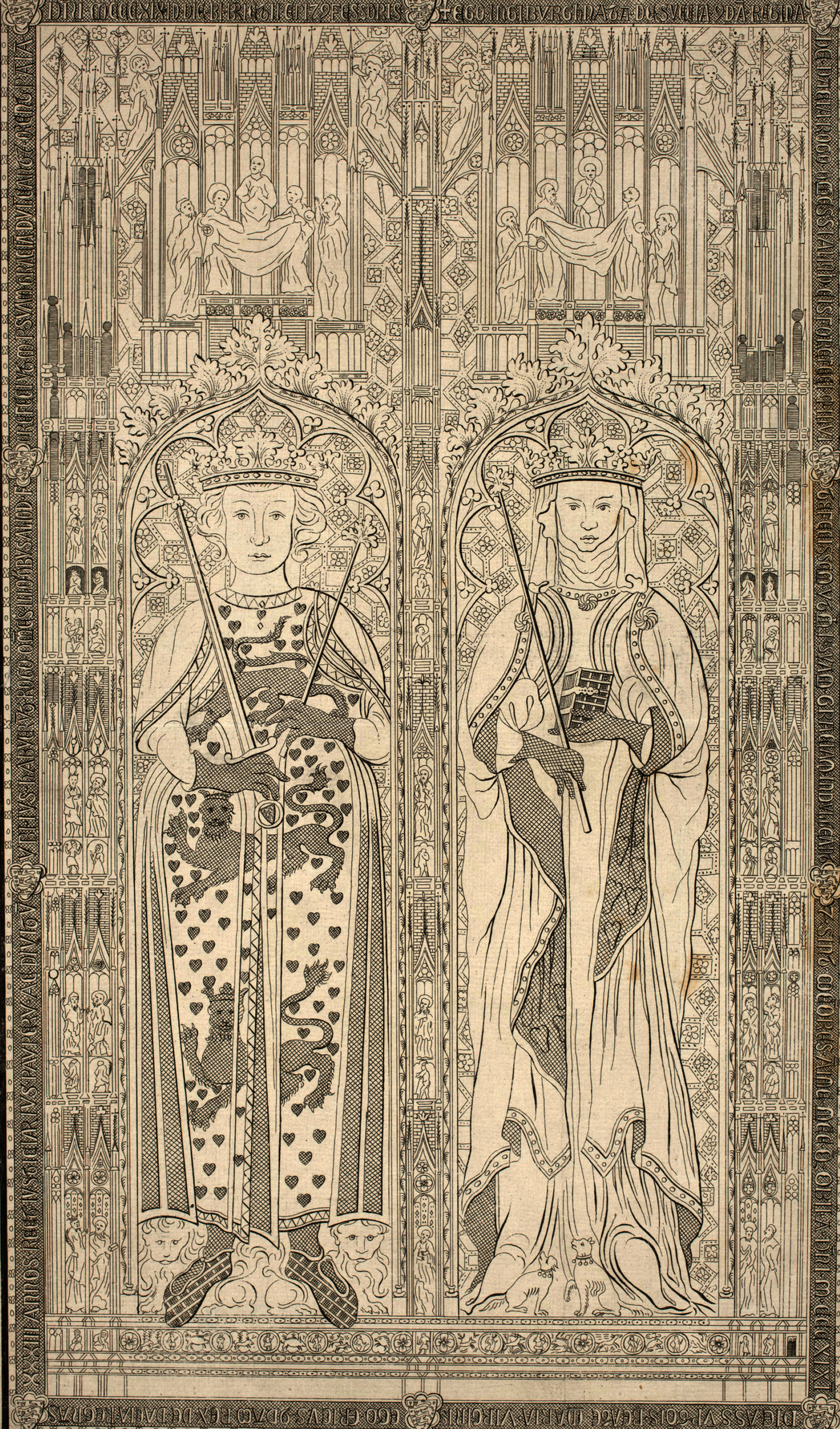
Abzeichnung der Grabplatte von Erik Menved und Ingeborg

Erik VI. Menved, der Sohn von Erik V. Klipping und Agnes, und seine Frau Ingeborg Magnusdotter von Schweden starben beide 1319. Sie sind das letzte in der St.-Bendts-Kirche bestattete dänische Königspaar. Ihr Grab unter dem Chorbogen ist von einer in eine Kalksteinplatte eingelegten gravierten Messingplatte aus flämischer Produktion bedeckt. Es ist das älteste christliche Königsgrabmal in Dänemark und zugleich die einzige erhaltene originale Grabplatte der Ringsteder Königsgräber. Zudem liegt kein anderer dänischer König unter einer flämischen Messingplatte. Diese Platte, die ursprünglich wohl direkt in den Boden eingelegt war, wurde im Zusammenhang mit der Versetzung des Altars 1699 auf eine einem Kenotaph ähnelnde gemauerte Unterlage gesetzt. Magnus Petersen, der das Grabmal 1882 renovierte, rekonstruierte das Gesicht des Königs und die Textumschrift nach älteren Abschriften.
Das Paar ist mit Kronen auf den Köpfen und Herrschaftsinsignien in den Händen vor einem Portal stehend dargestellt, in dessen filigrane Architektur Figuren biblischer Personen integriert sind. Die Gesichter sind aus Alabaster eingelegt. Eriks Mantel ist mit den drei Löwen des dänischen Königswappens und vielen Herzen verziert. Er steht auf Löwen als Symbol der Stärke; zu Ingeborgs Füßen sitzen Hunde, die Treue versinnbildlichen. Die lateinische Inschrift, die sich um die Abbildung zieht, bezeichnet Erik als „gerechten Richter über Arm und Reich“. Er und seine Frau auf ihrer Seite der Inschrift bitten um Vergebung ihrer Sünden. Bildlich ist diese bereits gewährt, denn über ihren Köpfen heben Heilige ihre Seelen aus dem Leichentuch. 
Unter der Grabplatte liegen die Gräber des Königspaares. Für die zuerst verstorbene Ingeborg war noch eine Gruft gemauert worden, in der sie in einem Holzsarg beigesetzt wurde und in der auch mehrere mit Holzkohle gefüllte Töpfe aufstellt wurden, während man Eriks Sarg neben der Gruft seiner Frau direkt in die Erde senkte.
Erik hinterließ das Reich im Chaos. Da keins seiner Kinder das Säuglingsalter überlebte, folgte auf ihn sein Bruder Christoph II., der von dem Holsteiner Grafen Gerhard III. entmachtet wurde. Er starb 1332 und ist in Sorø beigesetzt, womit die Kontinuität der Grablege der dänischen Könige in Ringsted endete. Nur sein erstgeborener Sohn und Mitkönig Erik, der ein Jahr vor ihm im Kampf um die Rückgewinnung der königlichen Macht umkam, soll nach Auskunft der in der Kirche aufgehängten Tafel in Ringsted beigesetzt sein. Allerdings ist sein Grab nicht in der Tabula Ringstadiensis aufgeführt und wurde auch nicht aufgefunden. Erst Christophs jüngstem Sohn Waldemar IV. Atterdag gelang es in jahrzehntelangen Kämpfen, die Reichseinheit wiederherzustellen. Worsaae vermutete 1858, dass er die Grabplatte für seinen Onkel um 1360 oder später anfertigen ließ. In der späteren Forschung wird jedoch mehrheitlich angenommen, dass die Grabplatte schon um 1319 aus Flandern importiert wurde und es sich damit um das älteste erhaltene Exemplar ihrer Art handelt.

### Weitere Königsgräber
Erik Menveds Mutter Agnes von Brandenburg, die in den letzten Jahren des 13. Jahrhunderts das Vierungsbild herstellen ließ, heiratete 1293 Gerhard II. von Holstein-Plön. Als sie 1304 starb, wurde sie links von ihrem Sohn beigesetzt. Ihr aus gelbem Backstein gemauertes Grab wurde erst 1901 freigelegt, wobei man Reste eines Holzsarges und einige Töpfe fand. Ihre Grabstätte ist nicht markiert.
Vor Erik Plovpennings ursprünglichem Grab liegt seit dem 16. Jahrhundert die Grabplatte für den schwedischen König Birger, den Bruder der Königin Ingeborg, und dessen Frau Märta (Margrethe) von Dänemark, eine Tochter von Erik Klipping und Agnes. Märta war nach jahrelangen Auseinandersetzungen zwischen ihrem Mann und dessen Brüdern, den Herzögen Erik von Södermanland und Valdemar von Finnland, 1318 mit ihren jüngsten Kindern zu ihrem Bruder, König Erik VI. Menved, geflohen. Birger musste 1319 das Land verlassen und starb 1321 im Exil. Sein Grab befindet sich rechts von Erik Menveds. Anders als sein Schwager Erik Menved ist er mit einem Fresko an der Kirchenwand verewigt. Märta überlebte ihn um zwanzig Jahre und wurde 1341 als letztes Mitglied der dänischen Königsfamilie in Ringsted neben ihrem Mann beigesetzt. Während Birgers Grab 1855 nicht geöffnet wurde, fand man in Märtas Grab einen Holzsarg mit Resten von Seidenkleidern.
Unbelegt ist dagegen die Überlieferung, dass die schwedische Königin Blanche von Namur († 1363) hier beigesetzt sein soll. Möglicherweise starb sie in Ringsted, als sie ihren Sohn, König Håkon VI. von Norwegen, zur Hochzeit mit der dänischen Prinzessin Margrete nach Kopenhagen begleitete.

## Weitere Gräber und Epitaphe

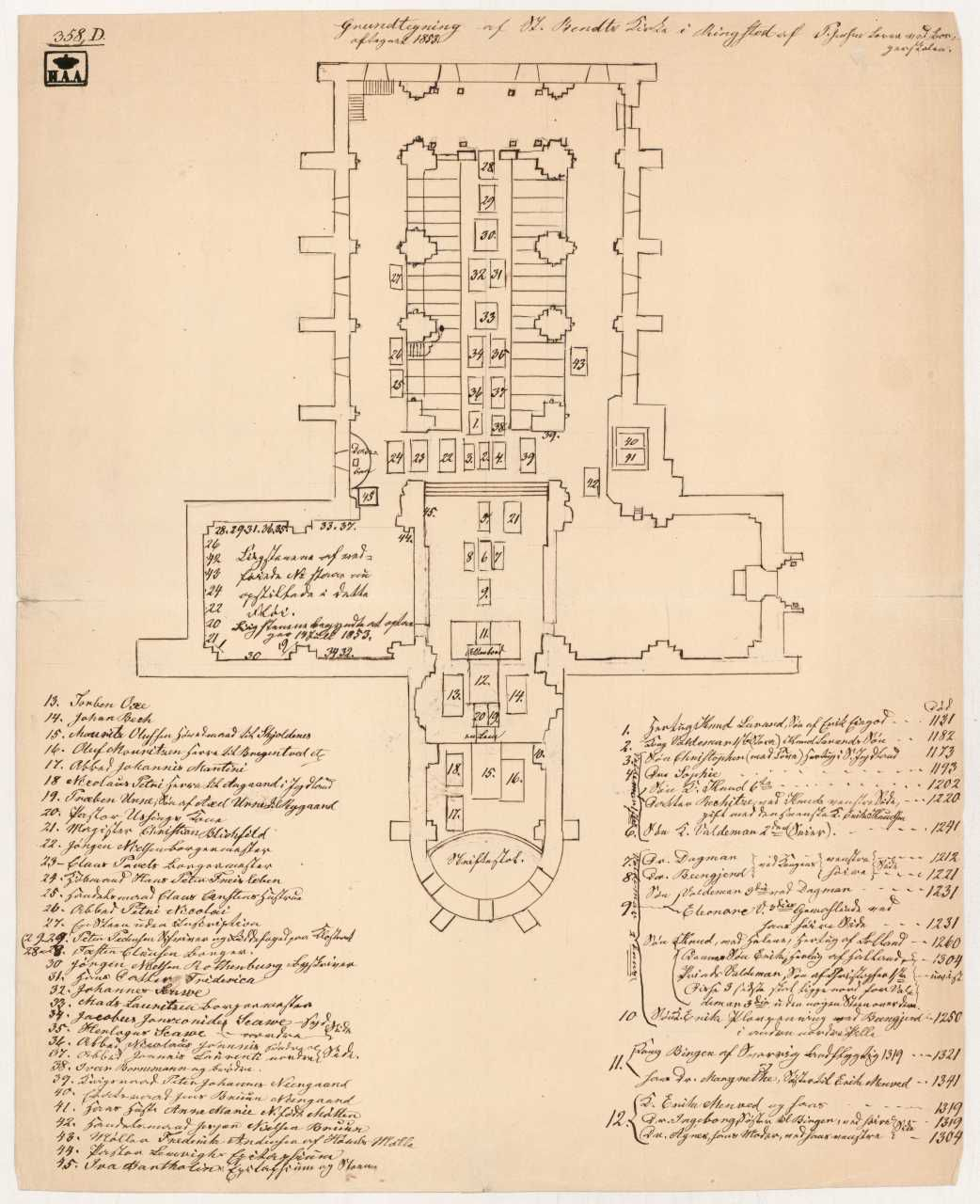
Grundriss der Kirche von 1853 mit eingezeichneten Gräbern

Außer den Mitgliedern der königlichen Familie wurden zahlreiche Adlige in der Ringsteder Kirche beigesetzt. Namen und Wappen der im Mittelalter Bestatteten sind im Wappenfries festgehalten. Ein Grabplan von 1853 weist noch eine große Anzahl von Gräbern aus späteren Jahrhunderten auf. Sie wurden bei den Renovierungen im 19./20. Jahrhundert größtenteils entfernt und die Grabplatten an den Wänden des Kirchenschiffs angebracht oder in die wiedererrichteten Apsiden der Querhäuser verlegt. Der älteste erhaltene Grabstein von 1381 bedeckte das Grab von Jakob Jonsen Skave und dessen Frau im Mittelgang und ist jetzt an der Westwand aufgestellt. Das Wappen der Familie Skave, ein fünfzackiger Stern, befindet sich mehrfach im Wappenfries. Außerdem sind einige Epitaphe Ringsteder Klosteraufseher, Amtsmänner, Bürgermeister oder Pastoren an den Säulen des Langhauses, in den Seiten- und in den Querschiffen erhalten.
Über dem Chorgestühl und unter dem Königinnenfries an der Nordseite des Chores hängt das Epitaph für Oluf Mouritzen Krognos von Bregenrød († 25. Juni 1573), das ihm seine Frau Anne Hardenberg (1539–1589) 1575 setzen ließ. Der Verstorbene und seine Frau knien als Alabasterplastiken vor einem Relief der Auferstehung, gerahmt von den Wappen beider Familien. Dieses Epitaph ist ein frühes Beispiel der niederländischen Hochrenaissance in Dänemark. Die prunkvolle Gestaltung und der prominente Ort im Chor sind wahrscheinlich damit zu erklären, dass Anna Hardenberg, die Nichte des Reichshofmeisters Eiler Hardenberg, die Geliebte von König Friedrich II. war, der sie jedoch aus dynastischen Gründen nicht heiraten konnte. Erst nachdem der König 1572 eine standesgemäße Ehe mit Sophie von Mecklenburg eingegangen war, heiratete Anne Hardenberg Oluf Krognos, mit dem sie seit ihrer Jugend verlobt war, war aber nach nur einem Jahr verwitwet. Im Zuge der großen Renovierung zu Beginn des 20. Jahrhunderts wurde auch das Grabgewölbe des Paares direkt vor dem Epitaph geöffnet. Dabei wurde entdeckt, dass Oluf mit seinem Schwert in einem in einen Holzsarg eingesetzten Bleisarg bestattet war. Die Beschläge beider Särge sind im Museum neben der Kirche ausgestellt. Die 287 cm × 184 cm große Steinplatte wurde in die südliche Apsis des nördlichen Querschiffs verlegt. Sie zeigt Oluf Krognos in Rüstung und Anne Hardenberg in Witwenkleidung, umgeben von den Wappen ihrer Vorfahren. Dieselbe Kapelle beherbergt auch den um 1553 hergestellten Grabstein für Olufs Vater, den reichen Grundbesitzer Mourits Olufsen Krognos († 1550), seine Ehefrau Ellenne Gøye († 1563), eine Tochter des Reichshofmeisters Mogens Gøye, und seine Mutter Ane Mouritsdotter († 1545). Mit den Ausmaßen von 407 cm × 202 cm ist er der größte Grabstein einer Adelsfamilie in Dänemark. Vor dem Umbau lag er zentral im Chor.

## Orgel

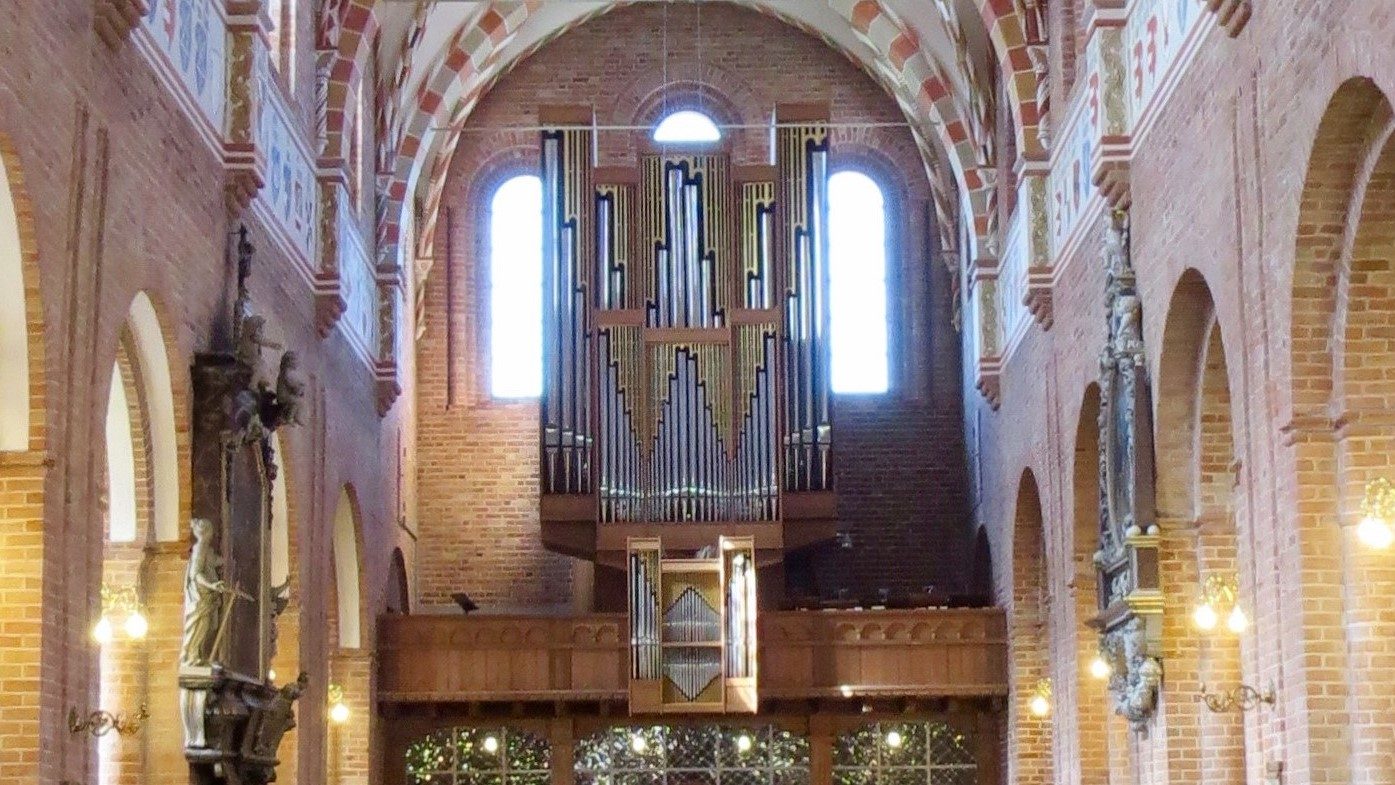
Hauptorgel von Poul-Gerhard Andersen, 1970

Ab wann es eine Orgel in der St.-Bendts-Kirche gab, ist nicht bekannt. Überliefert ist nur, dass 1704 der damalige Propst Blichfeld, dessen Epitaph sich auch in der Kirche befindet, eine kleine Orgel stiftete. Da jedoch der erster namentlich bekannter Organist der St.-Bendts-Kirche Johan George Bornemann sein Amt schon 1669 antrat, ist davon auszugehen, dass es spätestens zu diesem Zeitpunkt eine Orgel gab. Seitdem haben fünfzehn weitere Organisten ihren Dienst an der Ringsteder Kirche getan, wobei zweimal ein Sohn auf den Vater folgte. Urde Jensdatter Vimtrup (1886–1972), die erste Frau in diesem Amt, hatte es von 1913 bis 1961 fast fünfzig Jahre lang inne.
Die Orgel von 1970 ist ein Werk des dänischen Orgelbauers Poul-Gerhard Andersen (1904–1980). Sie steht auf der Westempore und ersetzte ein deutlich kleineres Instrument von 1910. Ihre 46 Register verteilen sich auf Hauptwerk, Rückpositiv, Schwellwerk und Pedal. Die Disposition lautet:
| I Hauptwerk C–g3 |        |
| Principal        | 16′    |
| Principal        | 8′     |
| Spilfløjte       | 8′     |
| Oktav            | 4′     |
| Italiensk Fløjte | 4′     |
| Rørquint         | 2 ⁄3′  |
| Oktav            | 2′     |
| Terts            | 1 3⁄5′ |
| Mixtur V         |        |
| Scharf III       |        |
| Trompet          | 8′     |

| II Schwellwerk C–g3 |             |
| Gedakt              | 16′         |
| Principal           | 8′          |
| Rørfløjte           | 8′          |
| Gamba               | 8′          |
| Vox humana          | 8′ (labial) |
| Tværfløjte          | 4′          |
| Piccolo             | 2′          |
| Cornet III          |             |
| Mixtur IV           |             |
| Trompet             | 8′          |
| Obo                 | 8′          |
| Clairon             | 4′          |
| Tremulant           |             |

| III Rückpositiv C–g3 |        |
| Rørgedakt            | 8′     |
| Quintatön            | 8′     |
| Principal            | 4′     |
| Dækfløjte            | 4′     |
| Spilfløjte           | 2′     |
| Terts                | 1 3⁄5′ |
| Nasat                | 1 ⁄3′  |
| Oktav                | 1′     |
| Scharf III           |        |
| Dulcian              | 16′    |
| Krumhorn             | 8′     |
| Tremulant            |        |

| Pedal C–f1 |         |
| Principal  | 16′     |
| Subbas     | 16′     |
| Quint      | 10 2⁄3′ |
| Oktav      | 8′      |
| Gedakt     | 8′      |
| Fløjte     | 4′      |
| Nathorn    | 2′      |
| Baszink II |         |
| Mixtur IV  |         |
| Basun      | 16′     |
| Trompet    | 8′      |
| Skalmeje   | 4′      |

- Koppeln: II/I, III/I, III/II, I/P, II/P, III/P
- Spielhilfen: 4 × 2000 Setzerkombinationen (Setzeranlage 2003 installiert)
- Traktur: mechanische Spieltraktur, elektrische Registertraktur, Schleifladen

Zusätzlich steht im Chor eine kleine, pedallose Chororgel von 1978 aus derselben Werkstatt mit vier Registern. Die Disposition der Chororgel lautet:
| Manual C–g3 |       |
| Gedackt     | 8′    |
| Rørfløjte   | 4′    |
| Octav       | 2′    |
| Quint       | 1 ⁄3′ |

- Traktur: vollmechanisch, Schleifladen

## Museum
In der südlichsten Querschiffapsis ist ein kleines Kirchenmuseum eingerichtet, in dem die Funde, die die Untersuchung der Königsgräber 1855 und die Ausgrabungen bei der Renovierung um 1900 ergaben, ausgestellt sind. Auch die Tabula Ringstadiensis ist dort zu sehen und ein Exemplar der Christian-III.-Bibel, der ersten vollständigen dänischen Bibelübersetzung von 1550, das lange als Altarbibel gedient hat.

## Gemeinde

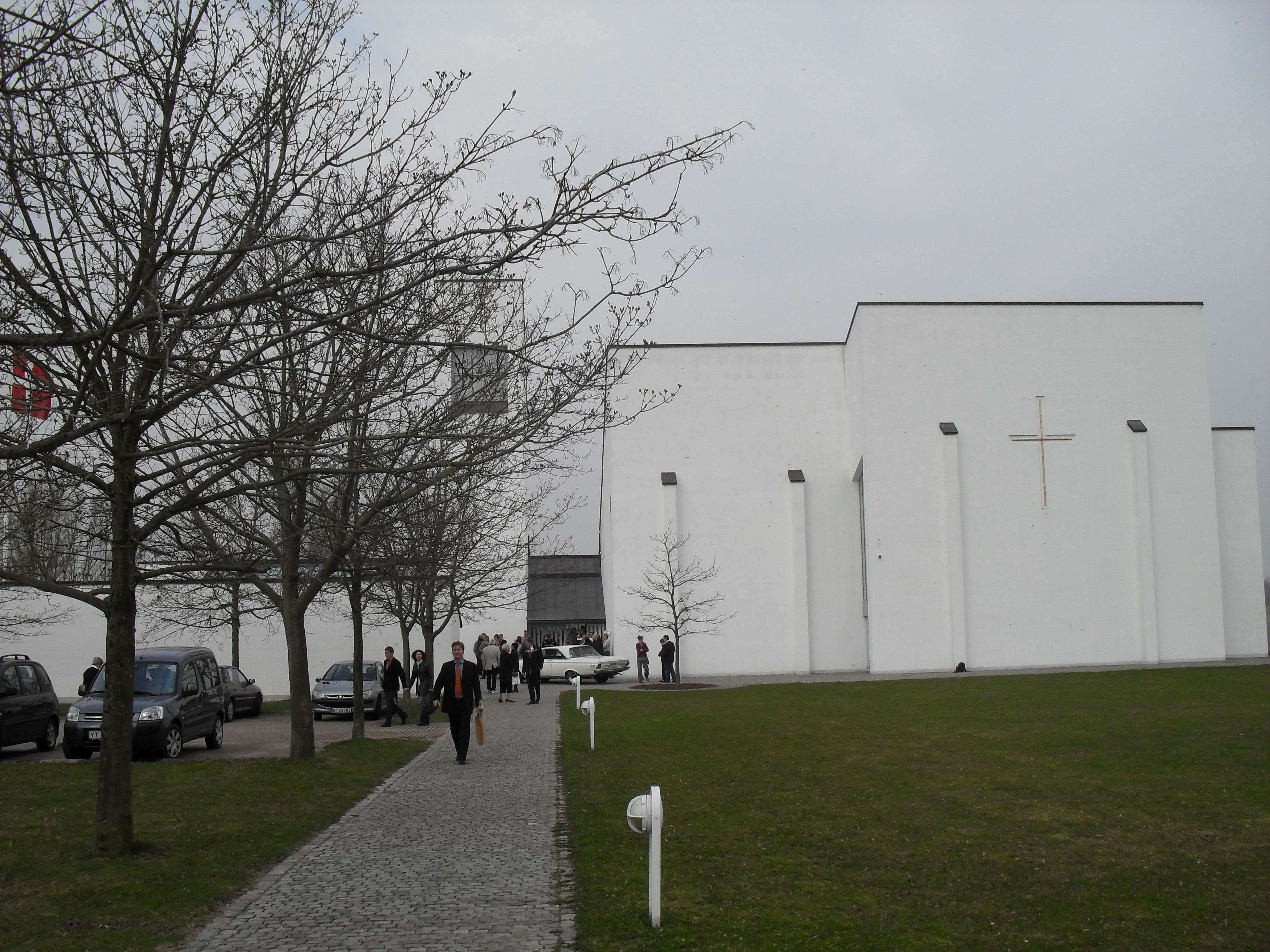
Klostermarkskirken

Die evangelisch-lutherische St.-Bendts-Kirche gehört zum Ringsted Sogn. Es ist die größte Kirchengemeinde in der Ringsted-Sorø Provsti, die zum Roskilde Stift innerhalb der dänischen Volkskirche gehört. Die Kirchengemeinde besitzt außerdem die moderne, 1992 eingeweihte Klostermarkskirke. Sie wurde von Keld Wohlert (* 1942) entworfen und hat eine von Naja Salto (1945–2016) gestaltete Tapisserie Facetter af Guds lys, Facetten von Gottes Licht, als Altarbild.